# Kanada az 1984. évi nyári olimpiai játékokon
Kanada az egyesült államokbeli Los Angelesben megrendezett 1984. évi nyári olimpiai játékok egyik részt vevő nemzete volt. Az országot az olimpián 23 sportágban 408 sportoló képviselte, akik összesen 44 érmet szereztek.

## Érmesek
| Érem  | Versenyző | Sportág       | Versenyszám                  |
| ----- | --- | ------------- | ---------------------------- |
| Arany | Pat Turner Kevin Neufeld Mark Evans Grant Main Paul Steele Mike Evans Dean Crawford Blair Horn Brian McMahon | Evezés        | Férfi nyolcas                |
| Arany | Hugh Fisher Alwyn Morris                                                                                     | Kajak-kenu    | Férfi kajak kettes 1000 m    |
| Arany | Larry Cain                                                                                                   | Kajak-kenu    | Férfi kenu egyes 500 m       |
| Arany | Sylvie Bernier                                                                                               | Műugrás       | Női egyéni műugrás           |
| Arany | Linda Thom                                                                                                   | Sportlövészet | Női sportpisztoly            |
| Arany | Lori Fung | Torna         | Egyéni ritmikus gimnasztika  |
| Arany | Victor Davis                                                                                                 | Úszás         | Férfi 200 m mell             |
| Arany | Alex Baumann                                                                                                 | Úszás         | Férfi 200 m vegyes           |
| Arany | Alex Baumann                                                                                                 | Úszás         | Férfi 400 m vegyes           |
| Arany | Anne Ottenbrite                                                                                              | Úszás         | Női 200 m mell               |
| Ezüst | Angela Bailey Marita Payne Wiggins Angella Taylor-Issajenko France Gareau                                    | Atlétika      | Női 4 × 100 m váltó          |
| Ezüst | Charmaine Crooks Jill Richardson-Briscoe Molly Killingbeck Marita Payne Wiggins Dana Wright                  | Atlétika      | Női 4 × 400 m váltó          |
| Ezüst | Bob Molle | Birkózás      | Szabadfogás, +100 kg         |
| Ezüst | Elizabeth Craig Tricia Smith                                                                                 | Evezés        | Női kormányos nélküli kettes |
| Ezüst | Marilyn Brain Angela Schneider Barbara Armbrust Jane Tregunno Lesley Thompson-Willie                         | Evezés        | Női kormányos négyes         |
| Ezüst | Larry Cain                                                                                                   | Kajak-kenu    | Férfi kenu egyes 1000 m      |
| Ezüst | Alexandra Barré Susan Holloway                                                                               | Kajak-kenu    | Női kajak kettes 500 m       |
| Ezüst | Steve Bauer                                                                                                  | Kerékpározás  | Férfi egyéni mezőnyverseny   |
| Ezüst | Curt Harnett                                                                                                 | Kerékpározás  | Férfi egyéni időfutam        |
| Ezüst | Shawn O'Sullivan                                                                                             | Ökölvívás     | Nagyváltósúly                |
| Ezüst | Willie deWit                                                                                                 | Ökölvívás     | Nehézsúly                    |
| Ezüst | Jacques Demers                                                                                               | Súlyemelés    | 75 kg                        |
| Ezüst | Carolyn Waldo                                                                                                | Szinkronúszás | Egyéni                       |
| Ezüst | Sharon Hambrook Kelly Kryczka                                                                                | Szinkronúszás | Páros                        |
| Ezüst | Victor Davis                                                                                                 | Úszás         | Férfi 100 m mell             |
| Ezüst | Mike West Victor Davis Tom Ponting Sandy Goss                                                                | Úszás         | Férfi 4 × 100 m vegyes váltó |
| Ezüst | Anne Ottenbrite                                                                                              | Úszás         | Női 100 m mell               |
| Ezüst | Evert Bastet Terry McLaughlin                                                                                | Vitorlázás    | Soling                       |
| Bronz | Ben Johnson                                                                                                  | Atlétika      | Férfi 100 m                  |
| Bronz | Ben Johnson Tony Sharpe Desai Williams Sterling Hinds                                                        | Atlétika      | Férfi 4 × 100 m váltó        |
| Bronz | Lynn Williams                                                                                                | Atlétika      | 3000 m                       |
| Bronz | Chris Rinke                                                                                                  | Birkózás      | Szabadfogás, 82 kg           |
| Bronz | Mark Berger                                                                                                  | Cselgáncs     | Férfi nehézsúly              |
| Bronz | Robert Mills                                                                                                 | Evezés        | Férfi egypárevezős           |
| Bronz | Doug Hamilton Mike Hughes Phil Monckton Bruce Ford                                                           | Evezés        | Férfi négypárevezős          |
| Bronz | Danièle Laumann Silken Laumann                                                                               | Evezés        | Női kétpárevezős             |
| Bronz | Hugh Fisher Alwyn Morris                                                                                     | Kajak-kenu    | Férfi kajak kettes 500 m     |
| Bronz | Alexandra Barré Lucie Guay Sue Holloway Barb Olmsted                                                         | Kajak-kenu    | Női kajak négyes 500 m       |
| Bronz | Dale Walters                                                                                                 | Ökölvívás     | Harmatsúly                   |
| Bronz | Mike West | Úszás         | Férfi 100 m hát              |
| Bronz | Cam Henning                                                                                                  | Úszás         | Férfi 200 m hát              |
| Bronz | Reema Abdo Anne Ottenbrite Michelle MacPherson Pam Rai                                                       | Úszás         | Női 4 × 100 m vegyes váltó   |
| Bronz | Terry Neilson                                                                                                | Vitorlázás    | Finn dingi                   |
| Bronz | Hans Fogh John Kerr Steve Calder                                                                             | Vitorlázás    | Soling                       |

## Atlétika
Férfi
| Versenyző                                             | Versenyszám     | Előfutam | Előfutam | Előfutam | Negyeddöntő | Negyeddöntő | Negyeddöntő | Elődöntő | Elődöntő | Elődöntő | Döntő         | Döntő         |
| Versenyző                                             | Versenyszám     | Idő      | Hely.    | Össz.    | Idő         | Hely.       | Össz.       | Idő      | Hely.    | Össz.    | Idő           | Helyezés      |
| ----------------------------------------------------- | --------------- | -------- | -------- | -------- | ----------- | ----------- | ----------- | -------- | -------- | -------- | ------------- | ------------- |
| Tony Sharpe                                           | 200 m           | 21,31    | 3.       | 30.      | 21,46       | 6.          | 27.*        | kiesett  | kiesett  | kiesett  | kiesett       | kiesett       |
| Tony Sharpe                                           | 100 m           | 10,38    | 2.       | 9.       | 10,33       | 2.          | 5.*         | 10,52    | 4.       | 12.      | 10,35         | 8.            |
| Ben Johnson                                           | 100 m           | 10,35    | 1.       | 5.**     | 10,41       | 1.          | 11.         | 10,42    | 2.       | 8.       | 10,22         |               |
| Desai Williams                                        | 100 m           | 10,35    | 1.       | 5.**     | 10,27       | 2.          | 3.          | 10,34    | 5.       | 5.*      | kiesett       | kiesett       |
| Desai Williams                                        | 200 m           | 20,70    | 2.*      | 4.**     | 20,40       | 1.          | 1.          | 20,70    | 5.       | 9.       | kiesett       | kiesett       |
| Atlee Mahorn                                          | 200 m           | 21,42    | 2.       | 35.      | 20,69       | 3.          | 12.         | 20,77    | 5.       | 11.*     | kiesett       | kiesett       |
| Doug Hinds                                            | 400 m           | 46,42    | 3.       | 26.      | 46,19       | 8.          | 26.         | kiesett  | kiesett  | kiesett  | kiesett       | kiesett       |
| Brian Saunders                                        | 400 m           | 47,40    | 5.       | 49.      | kiesett     | kiesett     | kiesett     | kiesett  | kiesett  | kiesett  | kiesett       | kiesett       |
| Tim Bethune                                           | 400 m           | 46,98    | 5.       | 39.      | kiesett     | kiesett     | kiesett     | kiesett  | kiesett  | kiesett  | kiesett       | kiesett       |
| Bruce Roberts                                         | 800 m           | 1:47,56  | 4.       | 25.      | 1:49,72     | 8.          | 31.         | kiesett  | kiesett  | kiesett  | kiesett       | kiesett       |
| Simon Hoogewerf                                       | 800 m           | 1:47,74  | 4.       | 28.      | kiesett     | kiesett     | kiesett     | kiesett  | kiesett  | kiesett  | kiesett       | kiesett       |
| Paul Williams                                         | 5000 m          | 13:47,56 | 7.       | 18.      |             |             |             | 13:46,34 | 9.       | 22.      | kiesett       | kiesett       |
| Paul Williams                                         | 10 000 m        | 28:36,15 | 8.       | 21.      |             |             |             |          |          |          | kiesett       | kiesett       |
| Art Boileau                                           | Maraton         |          |          |          |             |             |             |          |          |          | 2:22:43       | 44.           |
| Alain Bordeleau                                       | Maraton         |          |          |          |             |             |             |          |          |          | 2:34:27       | 65.           |
| Dave Edge                                             | Maraton         |          |          |          |             |             |             |          |          |          | nem ért célba | nem ért célba |
| Mark McKoy                                            | 110 m gát       | 13,58    | 2.       | 6.       |             |             |             | 13,30    | 2.       | 3.       | 13,45         | 4.            |
| Jeff Glass                                            | 110 m gát       | 14,07    | 4.       | 14.*     |             |             |             | 13,88    | 4.       | 10.      | 14,15         | 8.            |
| Eric Spence                                           | 110 m gát       | 14,93    | 6.       | 22.      | kiesett     | kiesett     | kiesett     | kiesett  | kiesett  | kiesett  | kiesett       | kiesett       |
| Lloyd Guss                                            | 400 m gát       | 51,02    | 3.       | 27.      |             |             |             | kiesett  | kiesett  | kiesett  | kiesett       | kiesett       |
| Ian Newhouse                                          | 400 m gát       | 51,14    | 5.       | 29.      |             |             |             | kiesett  | kiesett  | kiesett  | kiesett       | kiesett       |
| Pierre Leveille                                       | 400 m gát       | 51,47    | 5.       | 36.      |             |             |             | kiesett  | kiesett  | kiesett  | kiesett       | kiesett       |
| Greg Duhaime                                          | 3000 m akadály  | 8:31,54  | 5.       | 18.      |             |             |             | 8:26,32  | 9.       | 16.      | kiesett       | kiesett       |
| Guillaume LeBlanc                                     | 20 km gyaloglás |          |          |          |             |             |             |          |          |          | 1:24:29       | 4.            |
| Guillaume LeBlanc                                     | 50 km gyaloglás |          |          |          |             |             |             |          |          |          | nem ért célba | nem ért célba |
| François Lapointe                                     | 20 km gyaloglás |          |          |          |             |             |             |          |          |          | 1:27:06       | 11.           |
| François Lapointe                                     | 50 km gyaloglás |          |          |          |             |             |             |          |          |          | kizárták      | kizárták      |
| Marcel Jobin                                          | 20 km gyaloglás |          |          |          |             |             |             |          |          |          | 1:29:49       | 21.           |
| Marcel Jobin                                          | 50 km gyaloglás |          |          |          |             |             |             |          |          |          | nem ért célba | nem ért célba |
| Ben Johnson Tony Sharpe Desai Williams Sterling Hinds | 4 × 100 m váltó | 39,20    | 1.       | 5.       |             |             |             | 39,39    | 3.       | 8.       | 38,70         |               |
| Mike Sokolowski Doug Hinds Brian Saunders Tim Bethune | 4 × 400 m váltó | 3:04,47  | 2.       | 7.       |             |             |             | 3:03,93  | 3.       | 7.       | 3:02,82       | 8.            |

| Versenyző          | Versenyszám   | Selejtező | Selejtező | Döntő    | Döntő    |
| Versenyző          | Versenyszám   | Eredmény  | Helyezés  | Eredmény | Helyezés |
| ------------------ | ------------- | --------- | --------- | -------- | -------- |
| Milt Ottey         | Magasugrás    | 224 cm    | 1.        | 229 cm   | 6.       |
| Alain Metellus     | Magasugrás    | 218 cm    | 20.       | kiesett  | kiesett  |
| Bishop Dolegiewicz | Súlylökés     | 19,00 m   | 11.       | 18,39 m  | 11.      |
| Matt Catalano      | Súlylökés     | 17,24 m   | 18.       | kiesett  | kiesett  |
| Bob Gray           | Diszkoszvetés | 59,34 m   | 14.       | kiesett  | kiesett  |
| Laslo Babits       | Gerelyhajítás | 82,18 m   | 7.        | 80,68 m  | 8.       |

| Versenyző  | Versenyszám | 100 m | 100 m | Távolugrás | Távolugrás | Súlylökés | Súlylökés | Magasugrás | Magasugrás | 400 m | 400 m | 110 m gát | 110 m gát | Diszkoszvetés | Diszkoszvetés | Rúdugrás | Rúdugrás | Gerelyhajítás | Gerelyhajítás | 1500 m  | 1500 m | Végeredmény | Végeredmény |
| Versenyző  | Versenyszám | Idő   | Pont  | Eredmény   | Pont       | Eredmény  | Pont      | Eredmény   | Pont       | Idő   | Pont  | Idő       | Pont      | Eredmény      | Pont          | Eredmény | Pont     | Eredmény      | Pont          | Idő     | Pont   | Pont        | Helyezés    |
| ---------- | ----------- | ----- | ----- | ---------- | ---------- | --------- | --------- | ---------- | ---------- | ----- | ----- | --------- | --------- | ------------- | ------------- | -------- | -------- | ------------- | ------------- | ------- | ------ | ----------- | ----------- |
| Dave Steen | Tízpróba    | 11,20 | 756   | 741 cm     | 903        | 12,57 m   | 637       | 203 cm     | 882        | 48,09 | 894   | 15,39     | 808       | 44,04 m       | 763           | 480 cm   | 1005     | 56,92 m       | 723           | 4:17,70 | 676    | 8047        | 8.          |

Női
| Versenyző                                                                                   | Versenyszám     | Előfutam | Előfutam | Előfutam | Negyeddöntő | Negyeddöntő | Negyeddöntő | Elődöntő | Elődöntő | Elődöntő | Döntő         | Döntő         |
| Versenyző                                                                                   | Versenyszám     | Idő      | Hely.    | Össz.    | Idő         | Hely.       | Össz.       | Idő      | Hely.    | Össz.    | Idő           | Helyezés      |
| ------------------------------------------------------------------------------------------- | --------------- | -------- | -------- | -------- | ----------- | ----------- | ----------- | -------- | -------- | -------- | ------------- | ------------- |
| Angella Taylor-Issajenko                                                                    | 100 m           | 11,23    | 1.       | 3.       | 11,42       | 3.          | 6.*         | 11,36    | 4.       | 6.       | 11,62         | 8.            |
| France Gareau                                                                               | 100 m           | 11,66    | 5.       | 19.      | 11,88       | 6.          | 22.         | kiesett  | kiesett  | kiesett  | kiesett       | kiesett       |
| Angela Bailey                                                                               | 100 m           | 11,56    | 3.       | 16.      | 11,47       | 2.          | 8.          | 11,54    | 3.       | 9.       | 11,40         | 6.            |
| Angela Bailey                                                                               | 200 m           | 24,15    | 4.       | 22.      | 22,97       | 3.          | 8.*         | 22,75    | 5.       | 9.       | kiesett       | kiesett       |
| Marita Payne Wiggins                                                                        | 400 m           | 52,89    | 2.       | 14.*     |             |             |             | 50,94    | 3.       | 3.       | 49,91         | 4.            |
| Charmaine Crooks                                                                            | 400 m           | 52,04    | 2.       | 3.       |             |             |             | 51,53    | 3.       | 7.       | 50,45         | 7.            |
| Molly Killingbeck                                                                           | 400 m           | 52,77    | 3.       | 11.*     |             |             |             | 51,72    | 5.       | 8.       | kiesett       | kiesett       |
| Chris Slythe-Wynn                                                                           | 800 m           | 2:04,17  | 3.       | 14.      |             |             |             | 2:04,95  | 7.       | 14.      | kiesett       | kiesett       |
| Grace Verbeek                                                                               | 800 m           | 2:04,16  | 4.       | 12.*     |             |             |             | 2:03,23  | 7.       | 11.      | kiesett       | kiesett       |
| Ranza Clark                                                                                 | 800 m           | 2:04,67  | 4.       | 15.      |             |             |             | 2:05,42  | 8.       | 15.*     | kiesett       | kiesett       |
| Brit McRoberts                                                                              | 1500 m          | 4:10,64  | 4.*      | 10.*     |             |             |             |          |          |          | 4:05,98       | 7.            |
| Debbie Scott-Bowker                                                                         | 1500 m          | 4:09,16  | 6.       | 6.       |             |             |             |          |          |          | 4:10,41       | 10.           |
| Lynn Williams                                                                               | 3000 m          | 8:45,77  | 2.       | 5.       |             |             |             |          |          |          | 8:42,14       |               |
| Geri Fitch                                                                                  | 3000 m          | 9:07,18  | 6.       | 20.      |             |             |             |          |          |          | kiesett       | kiesett       |
| Sue French-Lee                                                                              | 3000 m          | 9:24,66  | 8.       | 22.      |             |             |             |          |          |          | kiesett       | kiesett       |
| Sylvie Ruegger                                                                              | Maraton         |          |          |          |             |             |             |          |          |          | 2:29:09       | 8.            |
| Anna Marie Malone                                                                           | Maraton         |          |          |          |             |             |             |          |          |          | 2:36:33       | 17.           |
| Jacqueline Gareau                                                                           | Maraton         |          |          |          |             |             |             |          |          |          | nem ért célba | nem ért célba |
| Sylvia Malgadey-Forgrave                                                                    | 100 m gát       | 13,47    | 4.       | 12.      |             |             |             | 13,42    | 6.       | 11.      | kiesett       | kiesett       |
| Sue Bradley-Kameli                                                                          | 100 m gát       | 13,72    | 3.       | 16.      |             |             |             | 13,65    | 8.       | 14.      | kiesett       | kiesett       |
| Karen Nelson                                                                                | 100 m gát       | 13,77    | 5.       | 17.      |             |             |             | kiesett  | kiesett  | kiesett  | kiesett       | kiesett       |
| Andrea Page                                                                                 | 400 m gát       | 59,09    | 4.       | 20.      |             |             |             | 57,89    | 8.       | 15.      | kiesett       | kiesett       |
| Dana Wright                                                                                 | 400 m gát       | 58,17    | 6.       | 16.      |             |             |             | kiesett  | kiesett  | kiesett  | kiesett       | kiesett       |
| Angela Bailey Marita Payne Wiggins Angella Taylor-Issajenko France Gareau                   | 4 × 100 m váltó | 43,53    | 2.       | 4.       |             |             |             |          |          |          | 42,77         |               |
| Charmaine Crooks Jill Richardson-Briscoe Molly Killingbeck Marita Payne Wiggins Dana Wright | 4 × 400 m váltó | 3:33,78  | 3.       | 6.       |             |             |             |          |          |          | 3:21,21       |               |

| Versenyző      | Versenyszám   | Selejtező | Selejtező | Döntő    | Döntő    |
| Versenyző      | Versenyszám   | Eredmény  | Helyezés  | Eredmény | Helyezés |
| -------------- | ------------- | --------- | --------- | -------- | -------- |
| Debbie Brill   | Magasugrás    | 190 cm    | 9.        | 194 cm   | 5.       |
| Brigitte Reid  | Magasugrás    | 170 cm    | 27.       | kiesett  | kiesett  |
| Carmen Ionescu | Súlylökés     |           |           | 15,25 m  | 12.      |
| Carmen Ionescu | Diszkoszvetés | 52,28 m   | 13.       | kiesett  | kiesett  |

| Versenyző          | Versenyszám | 100 m gát | 100 m gát | Magasugrás | Magasugrás | Súlylökés | Súlylökés | 200 m | 200 m | Távolugrás | Távolugrás | Gerelyhajítás | Gerelyhajítás | 800 m   | 800 m | Végeredmény | Végeredmény |
| Versenyző          | Versenyszám | Idő       | Pont      | Eredmény   | Pont       | Eredmény  | Pont      | Idő   | Pont  | Eredmény   | Pont       | Eredmény      | Pont          | Idő     | Pont  | Pont        | Helyezés    |
| ------------------ | ----------- | --------- | --------- | ---------- | ---------- | --------- | --------- | ----- | ----- | ---------- | ---------- | ------------- | ------------- | ------- | ----- | ----------- | ----------- |
| Jill Ross-Giffen   | Hétpróba    | 13,72     | 902       | 168 cm     | 915        | 11,71 m   | 701       | 25,22 | 827   | 600 cm     | 906        | 39,38 m       | 756           | 2:11,97 | 897   | 5904        | 15.         |
| Connie Polman-Tuin | Hétpróba    | 14,18     | 843       | 156 cm     | 791        | 13,16 m   | 789       | 24,68 | 875   | 589 cm     | 882        | 36,36 m       | 708           | 2:22,34 | 760   | 5648        | 16.         |
| Donna Smellie      | Hétpróba    | 14,09     | 855       | 168 cm     | 915        | 12,25 m   | 734       | 25,29 | 821   | 604 cm     | 915        | 34,08 m       | 670           | 2:25,10 | 728   | 5638        | 17.         |

* - egy másik versenyzővel azonos eredményt ért el

** - két másik versenyzővel azonos eredményt ért el

## Birkózás
Kötöttfogású
| Versenyző      | Versenyszám | Vigaszágas kiesés | Vigaszágas kiesés | 5. helyért                | Bronz- mérkőzés   | Döntő             | Helyezés    |
| Versenyző      | Versenyszám | Ellenfél Eredmény | Hely.             | Ellenfél Eredmény         | Ellenfél Eredmény | Ellenfél Eredmény | Helyezés    |
| -------------- | ----------- | --- | ----------------- | ------------------------- | ----------------- | ----------------- | ----------- |
| Doug Yeats     | 62 kg       | A csoport · Gilles Jalabert (FRA) · 0–1 · Csang Tö-csün (Zhang Dequn) (CHN) · 12–0 · Constantin Uţă (ROU) · 4–3 · a 4. fordulóban erőnyerő · Abdurrahim Kuzu (USA) · 0–0 (bírói) · Döntő · Abdurrahim Kuzu (USA) · 0–0 (bírói) · Kent-Olle Johansson (SWE) · 2–3 | 3.                | Salem Bekhit (EGY) · 15–3 |                   |                   | 5.          |
| Jeff Stuebing  | 74 kg       | B csoport · Ştefan Rusu (ROU) · 0–12 · Ali Hussain Faris (IRQ) · kétvállas · Jouko Salomäki (FIN) · 0–3 | 5.                | kiesett                   | kiesett           | kiesett           | helyezetlen |
| Louis Santerre | 82 kg       | A csoport · Mustafa Suzan (TUR) · 15–0 · Mohamed El-Ashram (EGY) · kétvállas · Kim Szanggju (Kim Sang-Gyu) (KOR) · 10–8 · Sören Claeson (SWE) · 4–11 | 4.                | kiesett                   | kiesett           | kiesett           | 7.          |
| Garry Kallos   | 90 kg       | A csoport · Toni Hannula (FIN) · 3–11 · Frank Andersson (SWE) · 3–15 | 6.                | kiesett                   | kiesett           | kiesett           | helyezetlen |

Szabadfogású
| Versenyző        | Versenyszám | Vigaszágas kiesés | Vigaszágas kiesés | 5. helyért        | Bronz- mérkőzés            | Döntő                          | Helyezés    |
| Versenyző        | Versenyszám | Ellenfél Eredmény | Hely.             | Ellenfél Eredmény | Ellenfél Eredmény          | Ellenfél Eredmény              | Helyezés    |
| ---------------- | ----------- | --- | ----------------- | ----------------- | -------------------------- | ------------------------------ | ----------- |
| Ray Takahashi    | 52 kg       | A csoport · Fritz Niebler (FRG) · 13–11 · a 2. fordulóban erőnyerő · Liang Tö-csin (Liang Dejin) (CHN) · 7–3 · Kim Dzsonggju (Kim Jong-Gyu) (KOR) · 10–15 · Arslan Seyhanlı (TUR) · 0–0 (bírói)    | 2.                |                   | Takada Júdzsi (JPN) · 0–12 |                                | 4.          |
| Lawrence Holmes  | 57 kg       | B csoport · Kim Igon (Kim Ui-Gon) (KOR) · 1–13 · Zoran Šorov (YUG) · 3–8 | 6.                | kiesett           | kiesett                    | kiesett                        | helyezetlen |
| Bob Robinson     | 62 kg       | A csoport · Akaisi Kószei (JPN) · 4–7 · Pascal Segning (CMR) · 13–0 · I Dzsonggun (Lee Jeong-Geun) (KOR) · 9–10                                                                                    | 5.                | kiesett           | kiesett                    | kiesett                        | helyezetlen |
| David McKay      | 68 kg       | A csoport · Alexander Zammit (MLT) · 13–0 · René Neyer (SUI) · kétvállas · Zsigmond Kelevitz (AUS) · 3–6                                                                                           | 7.                | kiesett           | kiesett                    | kiesett                        | helyezetlen |
| Marc Mongeon     | 74 kg       | B csoport · Fitz Walker (GBR) · kétvállas · Craig Green (AUS) · 6–2 · Higucsi Naomi (JPN) · 3–11 · Kyriakos Bogiatzis (GRE) · 12–0 · Döntő · Rajinder Singh (IND) · 0–9                            | 4.                | kiesett           | kiesett                    | kiesett                        | 7.          |
| Chris Rinke      | 82 kg       | B csoport · Stefan Kurpas (GBR) · 12–0 · Luciano Ortelli (ITA) · 10–0 · Mark Schultz (USA) · 3–5 · Ken Reinsfield (NZL) · 9–2 · Döntő · Mark Schultz (USA) · 3–5                                   | 2.                |                   | Reiner Trik (FRG) · 5–2    |                                |             |
| Clark Davis      | 90 kg       | A csoport · Amadou Katy Diop (SEN) · kétvállas · a 2. fordulóban erőnyerő · Ed Banach (USA) · 2–11 · Frank Andersson (SWE) · 8–5 · Döntő · Ismail Temiz (TUR) · kétvállas · Ed Banach (USA) · 2–11 | 2.                |                   | Noel Loban (GBR) · 1–5     |                                | 4.          |
| Wayne Brightwell | 100 kg      | B csoport · az 1. fordulóban erőnyerő · Hayri Sezgin (TUR) · 5–6 · Lou Banach (USA) · 1–11 | 4.                | kiesett           | kiesett                    | kiesett                        | 8.          |
| Bob Molle        | +100 kg     | B csoport · Mamadou Sakho (SEN) · kétvállas · Isimori Kóicsi (JPN) · kétvállas · Döntő · Hassan El-Haddad (EGY) · 13–1                                                                             | 1.                |                   |                            | Bruce Baumgartner (USA) · 2–10 |             |

## Cselgáncs
| Versenyző       | Versenyszám  | Csoport | Selejtező                  | 32-es főtábla                              | Nyolcaddöntő                          | Negyeddöntő                           | Elődöntő          | Vigaszág nyolcaddöntő | Vigaszág negyeddöntő  | Vigaszág elődöntő         | Bronz- mérkőzés              | Döntő             | Helyezés |
| Versenyző       | Versenyszám  | Csoport | Ellenfél Eredmény          | Ellenfél Eredmény                          | Ellenfél Eredmény                     | Ellenfél Eredmény                     | Ellenfél Eredmény | Ellenfél Eredmény     | Ellenfél Eredmény     | Ellenfél Eredmény         | Ellenfél Eredmény            | Ellenfél Eredmény | Helyezés |
| --------------- | ------------ | ------- | -------------------------- | ------------------------------------------ | ------------------------------------- | ------------------------------------- | ----------------- | --------------------- | --------------------- | ------------------------- | ---------------------------- | ----------------- | -------- |
| Phil Takahashi  | Légsúly      | B       |                            | Luiz Shinohara (BRA) · V                   | kiesett                               | kiesett                               | kiesett           |                       |                       |                           |                              |                   | 18.      |
| Brad Farrow     | Harmatsúly   | A       | Adel Al-Najadah (KUW) · GY | Jesskiel Bikidick (CMR) · GY               | Marc Alexandre (FRA) · V              | kiesett                               | kiesett           |                       |                       |                           |                              |                   | 14.      |
| Glenn Beauchamp | Könnyűsúly   | A       |                            | Luis Chirinos (HON) · GY                   | Ji Tö-hszin (Yi Dexin) (CHN) · GY     | Ezio Gamba (ITA) · V                  |                   |                       |                       | Serge Dyot (FRA) · GY     | Luiz Onmura (BRA) · V        |                   | 5.       |
| Kevin Doherty   | Váltósúly    | B       | erőnyerő                   | Szun Ji-hsziung (Sun Yih-Shong) (TPE) · GY | Liu Csün-lin (Liu Junlin) (CHN) · GY  | Frank Wieneke (FRG) · V               |                   |                       |                       | Takano Hiromicu (JPN) · V | kiesett                      |                   | 7.       |
| Louis Jani      | Középsúly    | A       |                            | Marc Meiling (FRG) · V                     | kiesett                               | kiesett                               | kiesett           |                       |                       |                           |                              |                   | 18.      |
| Joseph Meli     | Félnehézsúly | B       |                            | erőnyerő                                   | Ha Hjongdzsu (Ha Hyeong-Ju) (KOR) · V |                                       |                   |                       | John Adams (DOM) · GY | Mihara Maszato (JPN) · GY | Günther Neureuther (FRG) · V |                   | 5.       |
| Mark Berger     | Nehézsúly    | B       |                            |                                            | Szaitó Hitosi (JPN) · V               |                                       |                   |                       |                       | Isidore Silas (CMR) · GY  | Radomir Kovačević (YUG) · GY |                   |          |
| Fred Blaney     | Nyílt        | A       |                            |                                            | Dewey Mitchell (USA) · V              | Hszü Kuo-csing (Xu Guoqing) (CHN) · V | kiesett           |                       |                       |                           |                              |                   | 9.       |

## Evezés
Férfi
| Versenyző | Versenyszám              | Előfutam | Előfutam | Vigaszág | Vigaszág | Elődöntő | Elődöntő | Döntő   | Döntő   | Döntő   | Helyezés    |
| Versenyző | Versenyszám              | Idő      | Hely.    | Idő      | Hely.    | Idő      | Hely.    | Típus   | Idő     | Hely.   | Helyezés    |
| --- | ------------------------ | -------- | -------- | -------- | -------- | -------- | -------- | ------- | ------- | ------- | ----------- |
| Robert Mills                                                                                                 | Egypárevezős             | 7:24,10  | 1.       | erőnyerő | erőnyerő | 7:20,88  | 2.       | A       | 7:10,38 | 3.      |             |
| Tim Storm Peter MacGowan                                                                                     | Kétpárevezős             | 6:49,88  | 4.       | 6:38,33  | 1.       |          |          | A       | 6:46,68 | 6.      | 6.          |
| John Houlding Jim Relle                                                                                      | Kormányos nélküli kettes | 7:07,70  | 4.       | 7:09,92  | 4.       |          |          | kiesett | kiesett | kiesett | helyezetlen |
| Harold Backer Tony Zasada Tan Barkley                                                                        | Kormányos kettes         | 7:24,52  | 4.       | 7:23,74  | 2.       |          |          | A       | 7:18,98 | 5.      | 5.          |
| Doug Hamilton Mike Hughes Phil Monckton Bruce Ford                                                           | Négypárevezős            | 6:02,08  | 3.       | 6:07,93  | 1.       |          |          | A       | 5:59,07 | 3.      |             |
| Tim Turner Ted Gibson David Johnson Stephen Beatty                                                           | Kormányos nélküli négyes | 6:24,79  | 4.       | 6:28,11  | 3.       |          |          | B       | 6:26,10 | 1.      | 7.          |
| Dave Ross Tim Christian Richard Doey Nick Toulmin Paul Tessier                                               | Kormányos négyes         | 6:29,19  | 3.       | 6:29,76  | 4.       |          |          | A       | 6:28,78 | 5.      | 5.          |
| Pat Turner Kevin Neufeld Mark Evans Grant Main Paul Steele Mike Evans Dean Crawford Blair Horn Brian McMahon | Nyolcas                  | 5:50,44  | 2.       | 5:56,44  | 2.       |          |          | A       | 5:41,32 | 1.      |             |

Női
| Versenyző | Versenyszám              | Előfutam | Előfutam | Vigaszág | Vigaszág | Elődöntő | Elődöntő | Döntő   | Döntő   | Döntő   | Helyezés |
| Versenyző | Versenyszám              | Idő      | Hely.    | Idő      | Hely.    | Idő      | Hely.    | Típus   | Idő     | Hely.   | Helyezés |
| --- | ------------------------ | -------- | -------- | -------- | -------- | -------- | -------- | ------- | ------- | ------- | -------- |
| Andrea Schreiner | Egypárevezős             | 3:48,20  | 2.       | 3:52,10  | 1.       | 3:59,02  | 3.       | A       | 3:45,97 | 4.      | 4.       |
| Danièle Laumann Silken Laumann | Kétpárevezős             | 3:26,72  | 2.       | 3:28,42  | 3.       |          |          | A       | 3:29,82 | 3.      |          |
| Elizabeth Craig Tricia Smith | Kormányos nélküli kettes |          |          |          |          |          |          | A       | 3:36,06 | 2.      |          |
| Marilyn Brain Angela Schneider Barbara Armbrust Jane Tregunno Lesley Thompson-Willie                                                      | Kormányos négyes         | 3:23,45  | 1.       | erőnyerő | erőnyerő |          |          | A       | 3:21,55 | 2.      |          |
| Lisa Roy Janice Mason Vicki Harber Dolores Young Carolyn Trono                                                                            | Kormányos négypárevezős  | 3:19,83  | 3.       | 3:19,88  | 5.       |          |          | kiesett | kiesett | kiesett | 7.       |
| Christine Clarke Lisa Robertson Kathey Lichty Carol Colgan Cathy Lund Kay Worthington Gail Cort Joanie Gillingham Lesley Anderson-Herweck | Nyolcas                  |          |          |          |          |          |          | A       | 3:03,64 | 4.      | 4.       |

## Gyeplabda

### Férfi
| Kanadai férfi gyeplabdacsapat-játékoskeret                                                                                         | Kanadai férfi gyeplabdacsapat-játékoskeret                                                                                           |
| --- | --- |
| - Julian Austin - Ken Goodwin - Pat Caruso - David Bissett - Patrick Burrows - Rob Smith - Hargurnek Singh Sandhu - Ernie Cholakis | - Kip Hladky - Paul Chohan - Aaron Fernandes - Ross Rutledge - Reg Plummer - Harbhajan Singh Rai - Bruce Macpherson - Trevor Porritt |

#### Eredmények
Csoportkör
B csoport
| Csapat               | M | Gy | D | V | G+ | G– | Gk  | P |
| -------------------- | - | -- | - | - | -- | -- | --- | - |
| Nagy-Britannia (GBR) | 5 | 4  | 1 | 0 | 10 | 5  | +5  | 9 |
| Pakisztán (PAK)      | 5 | 2  | 3 | 0 | 16 | 7  | +9  | 7 |
| Hollandia (NED)      | 5 | 3  | 1 | 1 | 16 | 9  | +7  | 7 |
| Új-Zéland (NZL)      | 5 | 1  | 2 | 2 | 10 | 10 | 0   | 4 |
| Kenya (KEN)          | 5 | 1  | 0 | 4 | 5  | 14 | –9  | 2 |
| Kanada (CAN)         | 5 | 0  | 1 | 4 | 7  | 19 | –12 | 1 |

| 1984. július 30. 13:45 | Hollandia (NED) | 4–1 | Kanada (CAN) |  |
| 1984. július 30. 13:45 | (2–1)           |     |              |  |

| 1984. augusztus 1. 15:30 | Nagy-Britannia (GBR) | 3–1 | Kanada (CAN) |  |
| 1984. augusztus 1. 15:30 | (2–0)                |     |              |  |

| 1984. augusztus 3. 9:45 | Kenya (KEN) | 3–2 | Kanada (CAN) |  |
| 1984. augusztus 3. 9:45 | (1–1)       |     |              |  |

| 1984. augusztus 5. 15:30 | Pakisztán (PAK) | 7–1 | Kanada (CAN) |  |
| 1984. augusztus 5. 15:30 | (5–0)           |     |              |  |

| 1984. augusztus 7. 15:30 | Kanada (CAN) | 2–2 | Új-Zéland (NZL) |  |
| 1984. augusztus 7. 15:30 | (1–2)        |     |                 |  |

A 9–12. helyért
| 1984. augusztus 8. 19:00 | Kanada (CAN) | 1–0 | Malajzia (MAS) |  |
| 1984. augusztus 8. 19:00 | (0–0)        |     |                |  |

A 9. helyért
| 1984. augusztus 10. 13:15 | Kenya (KEN) | 1–0 (h. u.) | Kanada (CAN) |  |
| 1984. augusztus 10. 13:15 | (0–0, 0–0)  |             |              |  |

| Csapat       | Helyezés |
| ------------ | -------- |
| Kanada (CAN) | 10.      |

### Női
| Kanadai női gyeplabdacsapat-játékoskeret                                                                                              | Kanadai női gyeplabdacsapat-játékoskeret                                                                                      |
| --- | --- |
| - Laurie Lambert - Sharon Creelman - Jean Major - Laura Branchaud - Lynne Beecroft - Shelley Andrews - Darlene Stoyka - Phyllis Ellis | - Karen Hewlett - Diane Virjee - Terry Wheatley - Lisa Bauer - Sheila Forshaw - Sharon Bayes - Zoe Mackinnon - Nancy Charlton |

#### Eredmények
Csoportkör
| 1984. augusztus 1. 17:15 | Egyesült Államok (USA) | 4–1 | Kanada (CAN) |  |
| 1984. augusztus 1. 17:15 | (2–0)                  |     |              |  |

| 1984. augusztus 3. 17:15 | NSZK (FRG) | 3–0 | Kanada (CAN) |  |
| 1984. augusztus 3. 17:15 | (1–0)      |     |              |  |

| 1984. augusztus 5. 17:15 | Kanada (CAN) | 2–1 | Ausztrália (AUS) |  |
| 1984. augusztus 5. 17:15 | (1–1)        |     |                  |  |

| 1984. augusztus 7. 9:45 | Hollandia (NED) | 2–2 | Kanada (CAN) |  |
| 1984. augusztus 7. 9:45 | (0–1)           |     |              |  |

| 1984. augusztus 10. 9:45 | Kanada (CAN) | 4–1 | Új-Zéland (NZL) |  |
| 1984. augusztus 10. 9:45 | (3–0)        |     |                 |  |

Végeredmény
| Helyezés | Csapat                 | M | Gy | D | V | G+ | G– | Gk  | P |
| --- | ---------------------- | - | -- | - | - | -- | -- | --- | - |
| Arany | Hollandia (NED)        | 5 | 4  | 1 | 0 | 14 | 6  | +8  | 9 |
| Ezüst | NSZK (FRG)             | 5 | 2  | 2 | 1 | 9  | 9  | 0   | 6 |
| Bronz | Egyesült Államok (USA) | 5 | 2  | 1 | 2 | 9  | 7  | +2  | 5 |
| 4. | Ausztrália (AUS)       | 5 | 2  | 1 | 2 | 9  | 7  | +2  | 5 |
| A bronzéremről az Egyesült Államok és Ausztrália között egy külön büntetőpárbaj döntött, melyet az Egyesült Államok nyert meg 10–5-re. |                        |   |    |   |   |    |    |     |   |
| 5. | Kanada (CAN)           | 5 | 2  | 1 | 2 | 9  | 11 | –2  | 5 |
| 6. | Új-Zéland (NZL)        | 5 | 0  | 0 | 5 | 2  | 12 | –10 | 0 |

| Csapat       | Helyezés |
| ------------ | -------- |
| Kanada (CAN) | 5.       |

## Íjászat
| Versenyző           | Versenyszám | 1. forduló | 1. forduló | 2. forduló | 2. forduló | Összesítés | Összesítés |
| Versenyző           | Versenyszám | Pont       | Hely.      | Pont       | Hely.      | Pont       | Helyezés   |
| ------------------- | ----------- | ---------- | ---------- | ---------- | ---------- | ---------- | ---------- |
| Linda Kazienko      | Női egyéni  | 1220       | 21.        | 1201       | 29.        | 2421       | 25.        |
| Lucille Lemay       | Női egyéni  | 1205       | 29.        | 1174       | 34.        | 2379       | 33.        |
| Wanda Allan-Sadegur | Női egyéni  | 1177       | 35.        | 1172       | 35.        | 2349       | 36.        |

## Kajak-kenu
Férfi
| Versenyző                                   | Versenyszám         | Előfutam | Előfutam | Előfutam | Vigaszág | Vigaszág | Vigaszág | Elődöntő | Elődöntő | Elődöntő | Döntő   | Döntő    |
| Versenyző                                   | Versenyszám         | Idő      | Hely.    | Össz.    | Idő      | Hely.    | Össz.    | Idő      | Hely.    | Össz.    | Idő     | Helyezés |
| ------------------------------------------- | ------------------- | -------- | -------- | -------- | -------- | -------- | -------- | -------- | -------- | -------- | ------- | -------- |
| Scott Oldershaw                             | Kajak egyes 500 m   | 1:55,20  | 4.       | 11.      | 1:55,82  | 4.       | 6.       | 1:52,53  | 5.       | 14.      | kiesett | kiesett  |
| Alan Thomson                                | Kajak egyes 1000 m  | 4:03,38  | 6.       | 14.      | 3:56,64  | 1.       | 1.       | 3:58,41  | 5.       | 6.       | kiesett | kiesett  |
| Hugh Fisher Alwyn Morris                    | Kajak kettes 500 m  | 1:36,30  | 1.       | 1.       | erőnyerő | erőnyerő | erőnyerő | 1:35,45  | 1.       | 1.       | 1:35,41 |          |
| Hugh Fisher Alwyn Morris                    | Kajak kettes 1000 m | 3:29,21  | 1.       | 4.       | erőnyerő | erőnyerő | erőnyerő | 3:29,09  | 1.       | 2.       | 3:24,22 |          |
| Don Brien Mark Holmes Don Irvine Colin Shaw | Kajak négyes 1000 m | 3:08,07  | 4.       | 5.       | 3:16,52  | 1.       | 1.       | 3:09,10  | 2.       | 8.       | 3:06,66 | 9.       |
| Larry Cain                                  | Kenu egyes 500 m    | 2:04,30  | 2.       | 2.       | erőnyerő | erőnyerő | erőnyerő | 2:02,60  | 1.       | 3.       | 1:57,01 |          |
| Larry Cain                                  | Kenu egyes 1000 m   | 4:20,10  | 2.       | 4.       | erőnyerő | erőnyerő | erőnyerő |          |          |          | 4:08,67 |          |
| Steve Botting Eric Smith                    | Kenu kettes 500 m   | 1:51,37  | 2.       | 6.       | erőnyerő | erőnyerő | erőnyerő |          |          |          | 1:48,81 | 5.       |
| Steve Botting Eric Smith                    | Kenu kettes 1000 m  | 3:56,60  | 4.       | 5.       | 3:54,49  | 2.       | 2.       |          |          |          | 3:56,99 | 7.       |

Női
| Versenyző                                            | Versenyszám        | Előfutam | Előfutam | Előfutam | Vigaszág | Vigaszág | Vigaszág | Döntő   | Döntő    |
| Versenyző                                            | Versenyszám        | Idő      | Hely.    | Össz.    | Idő      | Hely.    | Össz.    | Idő     | Helyezés |
| ---------------------------------------------------- | ------------------ | -------- | -------- | -------- | -------- | -------- | -------- | ------- | -------- |
| Lucie Guay                                           | Kajak egyes 500 m  | 2:06,94  | 4.       | 8.       | 2:03,73  | 1.       | 1.       | 2:02,49 | 7.       |
| Alexandra Barré Susan Holloway                       | Kajak kettes 500 m | 1:51,41  | 1.       | 4.       | erőnyerő | erőnyerő | erőnyerő | 1:47,13 |          |
| Alexandra Barré Lucie Guay Sue Holloway Barb Olmsted | Kajak négyes 500 m |          |          |          |          |          |          | 1:39,40 | 4.       |

## Kerékpározás

### Országúti kerékpározás
Férfi
| Versenyző                                               | Versenyszám     | Idő              | Helyezés      |
| ------------------------------------------------------- | --------------- | ---------------- | ------------- |
| Steve Bauer                                             | Mezőnyverseny   | 4:59:57 (+0:00)  |               |
| Louis Garneau                                           | Mezőnyverseny   | 5:15:27 (+15:30) | 33.           |
| Pierre Harvey                                           | Mezőnyverseny   | nem ért célba    | nem ért célba |
| Alain Masson                                            | Mezőnyverseny   | nem ért célba    | nem ért célba |
| Pierre Harvey Alain Masson Robert Pulfer Martin Willock | Csapat időfutam | 2:09:44 (+11:16) | 14.           |

Női
| Versenyző              | Versenyszám   | Idő              | Helyezés |
| ---------------------- | ------------- | ---------------- | -------- |
| Geneviève Robic-Brunet | Mezőnyverseny | 2:14:02 (+2:48)  | 22.      |
| Marie-Claude Audet     | Mezőnyverseny | 2:20:16 (+9:02)  | 24.      |
| Karen Strong-Hearth    | Mezőnyverseny | 2:22:03 (+10:49) | 27.      |

### Pálya-kerékpározás
Sprintverseny
| Versenyző   | Versenyszám  | 1. forduló                                  | 1. forduló | Vigaszág               | Vigaszág | Döntő                  | Döntő | 2. forduló                     | 2. forduló | Vigaszág                    | Vigaszág | Nyolcaddöntő                                      | Nyolcaddöntő | Vigaszág                                         | Vigaszág | Döntő                | Döntő   | Negyeddöntő          | 5–8. helyért           | 5–8. helyért | Elődöntő             | Döntő                | Helyezés |
| Versenyző   | Versenyszám  | Ellenfelek Győztes idő                      | Hely       | Ellenfelek Győztes idő | Hely     | Ellenfelek Győztes idő | Hely  | Ellenfél Győztes idő           | Hely       | Ellenfél Győztes idő        | Hely     | Ellenfelek Győztes idő                            | Hely         | Ellenfelek Győztes idő                           | Hely     | Ellenfél Győztes idő | Hely    | Ellenfél Győztes idő | Ellenfelek Győztes idő | Hely         | Ellenfél Győztes idő | Ellenfél Győztes idő | Helyezés |
| ----------- | ------------ | ------------------------------------------- | ---------- | ---------------------- | -------- | ---------------------- | ----- | ------------------------------ | ---------- | --------------------------- | -------- | ------------------------------------------------- | ------------ | ------------------------------------------------ | -------- | -------------------- | ------- | -------------------- | ---------------------- | ------------ | -------------------- | -------------------- | -------- |
| Alex Ongaro | Férfi egyéni | Li Fu-hsziang (Lee Fu-Hsiang) (TPE) · 11,43 | 1.         |                        |          |                        |       | Szakamoto Cutomu (JPN) · 11,07 | 2.         | Max Rainsford (AUS) · 11,23 | 1.       | Mark Gorski (USA) · Claudio Iannone (ARG) · 10,89 | 3.           | Gabriele Sella (ITA) · Frank Orban (BEL) · 11,58 | 3.       | kiesett              | kiesett | kiesett              | kiesett                | kiesett      | kiesett              | kiesett              | kiesett  |

Időfutam
| Név          | Versenyszám  | Idő     | Helyezés |
| ------------ | ------------ | ------- | -------- |
| Curt Harnett | Férfi egyéni | 1:06,44 |          |

| Versenyző      | Versenyszám  | Selejtező | Selejtező | Nyolcaddöntő                    | Nyolcaddöntő | Negyeddöntő  | Negyeddöntő | Elődöntő     | Elődöntő  | Döntő        | Döntő     | Helyezés |
| Versenyző      | Versenyszám  | Idő       | Hely.     | Ellenfél Idő                    | Saját idő    | Ellenfél Idő | Saját idő   | Ellenfél Idő | Saját idő | Ellenfél Idő | Saját idő | Helyezés |
| -------------- | ------------ | --------- | --------- | ------------------------------- | ------------ | ------------ | ----------- | ------------ | --------- | ------------ | --------- | -------- |
| Alex Stieda    | Férfi egyéni | 4:54,28   | 13.       | Jørgen Pedersen (DEN) · 4:45,34 | 4:51,75      | kiesett      | kiesett     | kiesett      | kiesett   | kiesett      | kiesett   | 14.      |
| Gary Trevisiol | Férfi egyéni | 4:57,01   | 17.       | kiesett                         | kiesett      | kiesett      | kiesett     | kiesett      | kiesett   | kiesett      | kiesett   | kiesett  |

Pontverseny
| Név            | Versenyszám | Selejtező | Selejtező  | Selejtező | Döntő | Döntő      | Döntő    |
| Név            | Versenyszám | Pont      | Körhátrány | Hely.     | Pont  | Körhátrány | Helyezés |
| -------------- | ----------- | --------- | ---------- | --------- | ----- | ---------- | -------- |
| Alex Stieda    | Férfi       | 23        | –1         | 6.        | 17    | –2         | 10.      |
| Gary Trevisiol | Férfi       | 10        | –1         | 6.        | 10    | –3         | 18.      |

## Kosárlabda

### Férfi
| Kanadai férfi kosárlabdacsapat-játékoskeret                                                      | Kanadai férfi kosárlabdacsapat-játékoskeret                                            |
| ------------------------------------------------------------------------------------------------ | -------------------------------------------------------------------------------------- |
| - Tony Simms - Bill Wennington - Danny Meagher - Eli Pasquale - Gerald Kazanowski - Gord Herbert | - Greg Wiltjer - Howie Kelsey - Jay Triano - John Hatch - Karl Tilleman - Romel Raffin |

#### Eredmények
Csoportkör
B csoport
| Csapat                 | M | Gy | V | P+  | P–  | Pk   |
| ---------------------- | - | -- | - | --- | --- | ---- |
| Egyesült Államok (USA) | 5 | 5  | 0 | 511 | 315 | +196 |
| Spanyolország (ESP)    | 5 | 4  | 1 | 457 | 438 | +19  |
| Kanada (CAN)           | 5 | 3  | 2 | 462 | 401 | +61  |
| Uruguay (URU)          | 5 | 2  | 3 | 403 | 460 | –57  |
| Kína (CHN)             | 5 | 1  | 4 | 364 | 477 | –113 |
| Franciaország (FRA)    | 5 | 0  | 5 | 383 | 489 | –106 |

| 1984. július 29. 22:00 | Spanyolország (ESP) | 83–82 | Kanada (CAN) |  |
| 1984. július 29. 22:00 | (45–40)             |       |              |  |

| 1984. július 31. 16:30 | Egyesült Államok (USA) | 89–68 | Kanada (CAN) |  |
| 1984. július 31. 16:30 | (43–28)                |       |              |  |

| 1984. augusztus 1. 11:00 | Kanada (CAN) | 121–80 | Kína (CHN) |  |
| 1984. augusztus 1. 11:00 | (59–32)      |        |            |  |

| 1984. augusztus 3. 22:00 | Kanada (CAN) | 95–80 | Uruguay (URU) |  |
| 1984. augusztus 3. 22:00 | (46–47)      |       |               |  |

| 1984. augusztus 4. 16:30 | Kanada (CAN) | 96–69 | Franciaország (FRA) |  |
| 1984. augusztus 4. 16:30 | (40–31)      |       |                     |  |

Negyeddöntő
| 1984. augusztus 6. 10:00 | Kanada (CAN) | 78–72 | Olaszország (ITA) |  |
| 1984. augusztus 6. 10:00 | (37–43)      |       |                   |  |

Elődöntő
| 1984. augusztus 8. 19:00 | Egyesült Államok (USA) | 78–59 | Kanada (CAN) |  |
| 1984. augusztus 8. 19:00 | (43–26)                |       |              |  |

Bronzmérkőzés
| 1984. augusztus 9. 19:00 | Jugoszlávia (YUG) | 88–82 | Kanada (CAN) |  |
| 1984. augusztus 9. 19:00 | (44–38)           |       |              |  |

| Csapat       | Helyezés |
| ------------ | -------- |
| Kanada (CAN) | 4.       |

### Női
| Kanadai női kosárlabdacsapat-játékoskeret                                                           | Kanadai női kosárlabdacsapat-játékoskeret                                                  |
| --------------------------------------------------------------------------------------------------- | ------------------------------------------------------------------------------------------ |
| - Alison Lang - Andrea Blackwell - Anna Pendergast - Bev Smith - Candi Clarkson-Lohr - Carol Sealey | - Debbie Huband - Lynn Polson - Misty Thomas - Sylvia Sweeney - Toni Kordic - Tracie McAra |

#### Eredmények
Csoportkör
| Csapat                 | M | Gy | V | P+  | P–  | Pk   |
| ---------------------- | - | -- | - | --- | --- | ---- |
| Egyesült Államok (USA) | 5 | 5  | 0 | 431 | 265 | +166 |
| Dél-Korea (KOR)        | 5 | 4  | 1 | 292 | 302 | –10  |
| Kanada (CAN)           | 5 | 2  | 3 | 313 | 334 | –21  |
| Kína (CHN)             | 5 | 2  | 3 | 318 | 348 | –30  |
| Ausztrália (AUS)       | 5 | 1  | 4 | 266 | 317 | –51  |
| Jugoszlávia (YUG)      | 5 | 1  | 4 | 293 | 347 | –54  |

| 1984. július 30. 20:00 | Dél-Korea (KOR) | 67–62 | Kanada (CAN) |  |
| 1984. július 30. 20:00 | (34–32)         |       |              |  |

| 1984. július 31. 20:00 | Kanada (CAN) | 66–61 | Kína (CHN) |  |
| 1984. július 31. 20:00 | (35–33)      |       |            |  |

| 1984. augusztus 2. 9:00 | Kanada (CAN) | 56–45 | Ausztrália (AUS) |  |
| 1984. augusztus 2. 9:00 | (30–18)      |       |                  |  |

| 1984. augusztus 3. 14:30 | Jugoszlávia (YUG) | 69–68 | Kanada (CAN) |  |
| 1984. augusztus 3. 14:30 | (34–33)           |       |              |  |

| 1984. augusztus 5. 11:00 | Egyesült Államok (USA) | 92–61 | Kanada (CAN) |  |
| 1984. augusztus 5. 11:00 | (41–31)                |       |              |  |

Bronzmérkőzés
| 1984. augusztus 7. 17:00 | Kína (CHN) | 62–57 | Kanada (CAN) |  |
| 1984. augusztus 7. 17:00 | (37–29)    |       |              |  |

| Csapat       | Helyezés |
| ------------ | -------- |
| Kanada (CAN) | 4.       |

## Labdarúgás
| Kanadai férfi labdarúgócsapat-játékoskeret                                                           | Kanadai férfi labdarúgócsapat-játékoskeret                                                              |
| --- | --- |
| - Bruce Wilson - Dale Mitchell - Dave Norman - Gerry Gray - Ian Bridge - Igor Vrablic - John Catliff | - Ken Garraway - Mike Sweeney - Paul James - Randy Ragan - Bob Lenarduzzi - Terry Moore - Tino Lettieri |

### Eredmények
Csoportkör
B csoport
| Csapat            | M | Gy | D | V | Rg | Kg | Gk | P |
| ----------------- | - | -- | - | - | -- | -- | -- | - |
| Jugoszlávia (YUG) | 3 | 3  | 0 | 0 | 7  | 3  | +4 | 6 |
| Kanada (CAN)      | 3 | 1  | 1 | 1 | 4  | 3  | +1 | 3 |
| Kamerun (CMR)     | 3 | 1  | 0 | 2 | 3  | 5  | –2 | 2 |
| Irak (IRQ)        | 3 | 0  | 1 | 2 | 3  | 6  | –3 | 1 |

| 1984. július 30. 19:30 |

| Kanada (CAN) | 1–1               | Irak (IRQ) |
| ------------ | ----------------- | ---------- |
| Gray 70'     | (0–0) Jegyzőkönyv | Saeed 83'  |

| Harvard Stadium, Boston Nézőszám: 16 730 Játékvezető: Jesús Díaz (kolumbiai) |

| 1984. augusztus 1. 19:00 |

| Jugoszlávia (YUG) | 1–0               | Kanada (CAN) |
| ----------------- | ----------------- | ------------ |
| Nikolić 76'       | (0–0) Jegyzőkönyv |              |

| Navy-Marine Corps Memorial Stadium, Annapolis Nézőszám: 20 000 Játékvezető: Mohammed Hossameldin (egyiptomi) |

| 1984. augusztus 3. 19:00 |

| Kamerun (CMR) | 1–3               | Kanada (CAN)                 |
| ------------- | ----------------- | ---------------------------- |
| Mfédé 76'     | (0–1) Jegyzőkönyv | Mitchell 43' 82' Vrablic 72' |

| Harvard Stadium, Boston Nézőszám: 27 621 Játékvezető: Enzo Batbaresco (olasz) |

Negyeddöntő
| 1984. augusztus 6. 17:00 |

| Brazília (BRA)                | 1–1 (h. u.)                 | Kanada (CAN)                |
| ----------------------------- | --------------------------- | --------------------------- |
| Gilmar Popoca 72'             | (0–0, 1–1, 1–1) Jegyzőkönyv | Mitchell 58'                |
| Büntetőpárbaj                 |                             |                             |
| Gilmar Kita Ademir André Luiz | 4–2                         | Wilson Mitchell Bridge Gray |

| Stanford Stadium, Palo Alto Nézőszám: 36 150 Játékvezető: Luis Paulino Siles (Costa Rica-i) |

| Csapat       | Helyezés |
| ------------ | -------- |
| Kanada (CAN) | 5.       |

## Lovaglás
Díjlovaglás
| Versenyző                                               | Ló           | Versenyszám | Selejtező | Selejtező | Döntő   | Döntő    |
| Versenyző                                               | Ló           | Versenyszám | Pont      | Hely.     | Pont    | Helyezés |
| ------------------------------------------------------- | ------------ | ----------- | --------- | --------- | ------- | -------- |
| Christilot Hanson-Boylen                                | Anklang      | Egyéni      | 1540      | 12.       | 1237    | 10.      |
| Bonny Chesson                                           | Satchmo      | Egyéni      | 1496      | 20.       | kiesett | kiesett  |
| Eva-Maria Pracht                                        | Little Joe   | Egyéni      | 1467      | 25.       | kiesett | kiesett  |
| Christilot Hanson-Boylen Bonny Chesson Eva-Maria Pracht | lásd fentebb | Csapat      |           |           | 4503    | 7.       |

Díjugratás
| Versenyző                                          | Ló                             | Versenyszám | 1. forduló | 1. forduló | 2. forduló | 2. forduló | Összesen               | Összesen |
| Versenyző                                          | Ló                             | Versenyszám | Pont       | Hely.      | Pont       | Hely.      | Pont                   | Helyezés |
| -------------------------------------------------- | ------------------------------ | ----------- | ---------- | ---------- | ---------- | ---------- | ---------------------- | -------- |
| Mario Deslauriers                                  | Aramis                         | Egyéni      | 4,00       | 3.         | 4,00       | 2.         | 8,00 (szétugrás: 4,00) | 4.       |
| Ian Millar                                         | Big Ben                        | Egyéni      | 12,00      | 15.        | 8,00       | 10.        | 20,00                  | 14.      |
| Hugh Graham                                        | Elrond                         | Egyéni      | 13,00      | 24.        | 8,00       | 10.        | 21,00                  | 19.      |
| Ian Millar Hugh Graham Jim Elder Mario Deslauriers | Big Ben Elrond Shawline Aramis | Csapat      | 24,00      | 4.         | 16,00      | 3.         | 40,00                  | 4.       |

Lovastusa
| Versenyző                                        | Ló           | Versenyszám | Díjlovaglás | Díjlovaglás | Tereplovaglás | Tereplovaglás | Díjugratás | Díjugratás | Végeredmény | Végeredmény |
| Versenyző                                        | Ló           | Versenyszám | Bünt.       | Hely.       | Bünt.         | Hely.         | Bünt.      | Hely.      | Bünt.       | Helyezés    |
| ------------------------------------------------ | ------------ | ----------- | ----------- | ----------- | ------------- | ------------- | ---------- | ---------- | ----------- | ----------- |
| Kelly Plitz                                      | Dialadream   | Egyéni      | 67,40       | 31.         | 36,00         | 26.           | 5,00       | 23.        | 108,40      | 25.         |
| Edie Tarves                                      | Mandrake     | Egyéni      | 63,60       | 21.         | 102,00        | 35.           | 0,00       | 1.         | 165,60      | 33.         |
| Martha Griggs                                    | Jack the Lad | Egyéni      | 74,00       | 39.         | 120,40        | 36.           | 0,00       | 1.         | 194,40      | 35.         |
| Liz Ashton                                       | Ossian       | Egyéni      | 69,60       | 34.         | 131,60        | 38.           | 0,00       | 1.         | 201,20      | 38.         |
| Kelly Plitz Edie Tarves Martha Griggs Liz Ashton | lásd fentebb | Csapat      | 200,60      | 9.          | 258,40        | 10.           | 0,00       | 1.         | 468,40      | 10.         |

## Műugrás
Férfi
| Versenyző     | Versenyszám        | Selejtező | Selejtező | Döntő   | Döntő    |
| Versenyző     | Versenyszám        | Pont      | Helyezés  | Pont    | Helyezés |
| ------------- | ------------------ | --------- | --------- | ------- | -------- |
| Randy Sageman | Egyéni műugrás     | 527,97    | 14.       | kiesett | kiesett  |
| Mike Mourant  | Egyéni műugrás     | 476,19    | 23.       | kiesett | kiesett  |
| David Bédard  | Egyéni toronyugrás | 488,04    | 11.       | 518,13  | 8.       |
| Mark Rourke   | Egyéni toronyugrás | 485,58    | 12.       | 434,13  | 12.      |

Női
| Versenyző      | Versenyszám        | Selejtező | Selejtező | Döntő   | Döntő    |
| Versenyző      | Versenyszám        | Pont      | Helyezés  | Pont    | Helyezés |
| -------------- | ------------------ | --------- | --------- | ------- | -------- |
| Sylvie Bernier | Egyéni műugrás     | 489,51    | 3.        | 530,70  |          |
| Debbie Fuller  | Egyéni műugrás     | 437,04    | 11.       | 450,99  | 8.       |
| Debbie Fuller  | Egyéni toronyugrás | 364,11    | 7.        | 371,49  | 6.       |
| Kathy Kelemen  | Egyéni toronyugrás | 313,77    | 17.       | kiesett | kiesett  |

## Ökölvívás
| Versenyző        | Versenyszám     | Selejtező                    | 32-es főtábla                    | Nyolcaddöntő                             | Negyeddöntő              | Elődöntő                       | Döntő                     | Helyezés |
| Versenyző        | Versenyszám     | Ellenfél Eredmény            | Ellenfél Eredmény                | Ellenfél Eredmény                        | Ellenfél Eredmény        | Ellenfél Eredmény              | Ellenfél Eredmény         | Helyezés |
| ---------------- | --------------- | ---------------------------- | -------------------------------- | ---------------------------------------- | ------------------------ | ------------------------------ | ------------------------- | -------- |
| Bill Dunlop      | Légsúly         |                              | Eyüp Can (TUR) · 0:5             | kiesett                                  | kiesett                  | kiesett                        | kiesett                   | 17.      |
| Dale Walters     | Harmatsúly      | erőnyerő                     | Mustapha Kouchene (ALG) · 5:0    | Takami Hiroaki (JPN) · 5:0               | Pedro Décima (ARG) · 5:0 | Héctor López (MEX) · 0:5       | kiesett                   |          |
| Steve Pagendam   | Pehelysúly      | Boubagar Soumana (NIG) · RSC | Paul Fitzgerald (IRL) · 2:3      | kiesett                                  | kiesett                  | kiesett                        | kiesett                   | 17.      |
| John Kalbhenn    | Könnyűsúly      | erőnyerő                     | Milson Randrianasolo (MAD) · RSC | Reiner Gies (FRG) · 0:5                  | kiesett                  | kiesett                        | kiesett                   | 9.       |
| Denis Lambert    | Kisváltósúly    | erőnyerő                     | Mirko Puzović (YUG) · 0:5        | kiesett                                  | kiesett                  | kiesett                        | kiesett                   | 17.      |
| Wayne Gordon     | Váltósúly       | Mark Breland (USA) · 0:5     | kiesett                          | kiesett                                  | kiesett                  | kiesett                        | kiesett                   | 33.      |
| Shawn O'Sullivan | Nagyváltósúly   | erőnyerő                     | Mohamed Halibi (LIB) · RSC       | An Dalho (An Dal-Ho) (KOR) · RSC         | Rod Douglas (GBR) · 5:0  | Christophe Tiozzo (FRA) · 4:1  | Frank Tate (USA) · 0:5    |          |
| Rick Duff        | Középsúly       |                              | Brendon Cannon (AUS) · 5:0       | Sin Dzsunszop (Sin Jun-Seop) (KOR) · 1:4 | kiesett                  | kiesett                        | kiesett                   | 9.       |
| Willie deWit     | Nehézsúly       |                              | erőnyerő                         | Mohamed Bouchiche (ALG) · 5:0            | Dodovic Owiny (UGA) · KO | Arnold Vanderlijde (NED) · 3:2 | Henry Tillman (USA) · 0:5 |          |
| Lennox Lewis     | Szupernehézsúly |                              |                                  | Muhammad Youssef (PAK) · RSC             | Tyrell Biggs (USA) · 0:5 | kiesett                        | kiesett                   | 5.       |

RSC – a mérkőzésvezető megállította a mérkőzést

## Röplabda

### Férfi
| Kanadai férfi röplabdacsapat-játékoskeret                                                | Kanadai férfi röplabdacsapat-játékoskeret                                             |
| ---------------------------------------------------------------------------------------- | ------------------------------------------------------------------------------------- |
| - Alex Ketrzynski - Allan Coulter - Dave Jones - Don Saxton - Garth Pischke - Glenn Hoag | - John Barrett - Paul Gratton - Randy Wagner - Rick Bacon - Terry Danyluk - Tom Jones |

#### Eredmények
Csoportkör
B csoport
|                   |      | Mérkőzések | Mérkőzések | Szettek | Szettek | Szettek | Pontok | Pontok | Pontok |
| Csapat            | Pont | Gy         | V          | Sz+     | Sz–     | SzA     | P+     | P–     | PA     |
| ----------------- | ---- | ---------- | ---------- | ------- | ------- | ------- | ------ | ------ | ------ |
| Kanada (CAN)      | 7    | 3          | 1          | 10      | 3       | 3,333   | 167    | 122    | 1,369  |
| Olaszország (ITA) | 7    | 3          | 1          | 11      | 4       | 2,750   | 210    | 143    | 1,469  |
| Japán (JPN)       | 7    | 3          | 1          | 9       | 5       | 1,800   | 179    | 162    | 1,105  |
| Kína (CHN)        | 5    | 1          | 3          | 3       | 9       | 0,333   | 124    | 160    | 0,775  |
| Egyiptom (EGY)    | 4    | 0          | 4          | 0       | 12      | 0,000   | 90     | 183    | 0,492  |

| 1984. július 29. 18:30 | Kanada (CAN)              | 1–3 | Olaszország (ITA) |  |
| 1984. július 29. 18:30 | (15–10, 4–15, 6–15, 7–15) |     |                   |  |

| 1984. július 31. 10:00 | Kanada (CAN)        | 3–0 | Egyiptom (EGY) |  |
| 1984. július 31. 10:00 | (15–10, 15–9, 15–3) |     |                |  |

| 1984. augusztus 4. 18:30 | Kanada (CAN)       | 3–0 | Kína (CHN) |  |
| 1984. augusztus 4. 18:30 | (15–8, 15–7, 15–3) |     |            |  |

| 1984. augusztus 6. 10:00 | Japán (JPN)         | 0–3 | Kanada (CAN) |  |
| 1984. augusztus 6. 10:00 | (10–15, 8–15, 9–15) |     |              |  |

Elődöntő
| 1984. augusztus 8. 18:30 | Kanada (CAN)        | 0–3 | Egyesült Államok (USA) |  |
| 1984. augusztus 8. 18:30 | (6–15, 10–15, 7–15) |     |                        |  |

Bronzmérkőzés
| 1984. augusztus 10. 12:00 | Kanada (CAN)         | 0–3 | Olaszország (ITA) |  |
| 1984. augusztus 10. 12:00 | (11–15, 12–15, 8–15) |     |                   |  |

| Csapat       | Helyezés |
| ------------ | -------- |
| Kanada (CAN) | 4.       |

### Női
| Kanadai női röplabdacsapat-játékoskeret                                                                  | Kanadai női röplabdacsapat-játékoskeret                                                      |
| --- | -------------------------------------------------------------------------------------------- |
| - Audrey Vandervelden - Barb Broen-Ouelette - Caroline Côté - Diane Ratnik - Josée Lebel - Joyce Gamborg | - Karen Fraser - Lise Martin - Monica Hitchcock - Rachel Beliveau - Suzi Smith - Tracy Mills |

#### Eredmények
Csoportkör
B csoport
|                 |      | Mérkőzések | Mérkőzések | Szettek | Szettek | Szettek | Pontok | Pontok | Pontok |
| Csapat          | Pont | Gy         | V          | Sz+     | Sz–     | SzA     | P+     | P–     | PA     |
| --------------- | ---- | ---------- | ---------- | ------- | ------- | ------- | ------ | ------ | ------ |
| Japán (JPN)     | 6    | 3          | 0          | 9       | 1       | 9,000   | 143    | 73     | 1,959  |
| Peru (PER)      | 5    | 2          | 1          | 6       | 5       | 1,200   | 123    | 125    | 0,984  |
| Dél-Korea (KOR) | 4    | 1          | 2          | 6       | 6       | 1,000   | 137    | 125    | 1,096  |
| Kanada (CAN)    | 3    | 0          | 3          | 0       | 9       | 0,000   | 55     | 135    | 0,407  |

| 1984. július 30. | Peru (PER)          | 3–0 | Kanada (CAN) |  |
| 1984. július 30. | (15–9, 15–10, 15–4) |     |              |  |

| 1984. augusztus 1. | Kanada (CAN)        | 0–3 | Dél-Korea (KOR) |  |
| 1984. augusztus 1. | (10–15, 1–15, 3–15) |     |                 |  |

| 1984. augusztus 3. | Japán (JPN)        | 3–0 | Kanada (CAN) |  |
| 1984. augusztus 3. | (15–6, 15–6, 15–6) |     |              |  |

Az 5–8. helyért
| 1984. augusztus 5. 10:00 | Kanada (CAN)       | 0–3 | NSZK (FRG) |  |
| 1984. augusztus 5. 10:00 | (5–15, 7–15, 1–15) |     |            |  |

A 7. helyért
| 1984. augusztus 7. 10:00 | Kanada (CAN)       | 0–3 | Brazília (BRA) |  |
| 1984. augusztus 7. 10:00 | (9–15, 3–15, 8–15) |     |                |  |

| Csapat       | Helyezés |
| ------------ | -------- |
| Kanada (CAN) | 8.       |

## Sportlövészet
Férfi
| Versenyző             | Versenyszám           | Pont | Helyezés |
| --------------------- | --------------------- | ---- | -------- |
| Mark Howkins          | Gyorstüzelő pisztoly  | 588  | 13.      |
| Jules Sobrian         | Gyorstüzelő pisztoly  | 576  | 37.      |
| Tom Guinn             | Szabadpisztoly        | 551  | 18.      |
| Guy Lorion            | Légpuska              | 581  | 11.      |
| Bob Cheyne            | Légpuska              | 576  | 23.      |
| Bob Cheyne            | Sportpuska, összetett | 1149 | 9.       |
| Jean-François Sénécal | Sportpuska, összetett | 1138 | 24.      |
| Pat Vamplew           | Sportpuska, fekvő     | 589  | 25.      |
| Robert Zedwane        | Sportpuska, fekvő     | 588  | 30.      |
| David Lee             | Futócéllövészet       | 580  | 5.       |
| Mark Bedlington       | Futócéllövészet       | 554  | 20.      |

Női
| Versenyző                  | Versenyszám           | Pont                 | Helyezés |
| -------------------------- | --------------------- | -------------------- | -------- |
| Linda Thom                 | Sportpisztoly         | 585 (szétlövés: 198) |          |
| Jackie Terry               | Légpuska              | 372                  | 28.      |
| Sharon Bowes               | Légpuska              | 388                  | 4.       |
| Sharon Bowes               | Sportpuska, összetett | 559                  | 19.      |
| Christina Schulze-Ashcroft | Sportpuska, összetett | 554                  | 22.      |

Nyílt
| Versenyző        | Versenyszám | Pont | Helyezés |
| ---------------- | ----------- | ---- | -------- |
| John Primrose    | Trap        | 184  | 16.      |
| Pat Bawtinheimer | Trap        | 183  | 17.      |
| Daniel Belli     | Skeet       | 181  | 47.      |

## Súlyemelés
| Versenyző         | Versenyszám | Szakítás                 | Szakítás                 | Lökés    | Lökés    | Összesen | Helyezés |
| Versenyző         | Versenyszám | Eredmény                 | Helyezés                 | Eredmény | Helyezés | Összesen | Helyezés |
| ----------------- | ----------- | ------------------------ | ------------------------ | -------- | -------- | -------- | -------- |
| Claude Dallaire   | 67,5 kg     | érvényes kísérlet nélkül | érvényes kísérlet nélkül | kiesett  | kiesett  | kiesett  | kiesett  |
| Jacques Demers    | 75 kg       | 147,5                    | 2.                       | 187,5    | 2.       | 335,0    |          |
| Michel Pietracupa | 75 kg       | 135,0                    | 13.                      | 175,0    | 6.       | 310,0    | 9.       |
| Yvan Darsigny     | 82,5 kg     | 142,5                    | 7.                       | 180,0    | 5.       | 322,5    | 7.       |
| Denis Garon       | 90 kg       | 147,5                    | 16.                      | 192,5    | 9.       | 340,0    | 12.      |
| Kevin Roy         | 100 kg      | 160,0                    | 5.                       | 197,5    | 4.       | 357,5    | 4.       |
| Albert Squires    | 110 kg      | 165,0                    | 5.                       | 200,0    | 5.       | 365,0    | 5.       |

## Szinkronúszás
| Versenyző                     | Versenyszám | Selejtező           | Selejtező           | Selejtező       | Selejtező  | Selejtező  | Döntő           | Döntő      | Döntő      |
| Versenyző                     | Versenyszám | Technikai gyakorlat | Technikai gyakorlat | Zenés gyakorlat | Összesítés | Összesítés | Zenés gyakorlat | Összesítés | Összesítés |
| Versenyző                     | Versenyszám | Pont                | Hely.               | Pont            | Pont       | Hely.      | Pont            | Pont       | Helyezés   |
| ----------------------------- | ----------- | ------------------- | ------------------- | --------------- | ---------- | ---------- | --------------- | ---------- | ---------- |
| Carolyn Waldo                 | Egyéni      | 96,700              | 2.                  | 97,80           | 194,500    | 2.         | 98,60           | 195,300    |            |
| Sharon Hambrook               | Egyéni      | 96,233              | 3.                  | kiesett         | kiesett    | kiesett    | kiesett         | kiesett    | kiesett    |
| Kelly Kryczka                 | Egyéni      | 95,834              | 4.                  | kiesett         | kiesett    | kiesett    | kiesett         | kiesett    | kiesett    |
| Sharon Hambrook Kelly Kryczka | Páros       | 96,034              | 2.                  | 97,80           | 193,834    | 2.         | 98,20           | 194,234    |            |

## Torna
Férfi
| Versenyző                                                                                | Versenyszám      | Selejtező | Selejtező | Döntő    | Döntő    |
| Versenyző                                                                                | Versenyszám      | Pontszám  | Helyezés  | Pontszám | Helyezés |
| ---------------------------------------------------------------------------------------- | ---------------- | --------- | --------- | -------- | -------- |
| Philippe Chartrand                                                                       | Talaj            | 19,10     | 36.       | kiesett  | kiesett  |
| Philippe Chartrand                                                                       | Ugrás            | 19,45     | 40.       | kiesett  | kiesett  |
| Philippe Chartrand                                                                       | Korlát           | 19,15     | 31.       | kiesett  | kiesett  |
| Philippe Chartrand                                                                       | Nyújtó           | 19,70     | 12.       | kiesett  | kiesett  |
| Philippe Chartrand                                                                       | Gyűrű            | 19,50     | 15.       | kiesett  | kiesett  |
| Philippe Chartrand                                                                       | Lólengés         | 18,85     | 41.       | kiesett  | kiesett  |
| Philippe Chartrand                                                                       | Egyéni összetett | 115,75    | 28.       | 115,675  | 18.      |
| Warren Long                                                                              | Talaj            | 19,15     | 35.       | kiesett  | kiesett  |
| Warren Long                                                                              | Ugrás            | 19,70     | 6.        | 19,700   | 7.       |
| Warren Long                                                                              | Korlát           | 19,00     | 37.       | kiesett  | kiesett  |
| Warren Long                                                                              | Nyújtó           | 19,10     | 56.       | kiesett  | kiesett  |
| Warren Long                                                                              | Gyűrű            | 19,05     | 51.       | kiesett  | kiesett  |
| Warren Long                                                                              | Lólengés         | 19,05     | 30.       | kiesett  | kiesett  |
| Warren Long                                                                              | Egyéni összetett | 115,05    | 38.       | 115,625  | 19.      |
| Daniel Gaudet                                                                            | Talaj            | 19,35     | 21.       | kiesett  | kiesett  |
| Daniel Gaudet                                                                            | Ugrás            | 19,20     | 63.       | kiesett  | kiesett  |
| Daniel Gaudet                                                                            | Korlát           | 18,75     | 50.       | kiesett  | kiesett  |
| Daniel Gaudet                                                                            | Nyújtó           | 19,20     | 48.       | kiesett  | kiesett  |
| Daniel Gaudet                                                                            | Gyűrű            | 19,55     | 12.       | kiesett  | kiesett  |
| Daniel Gaudet                                                                            | Lólengés         | 18,55     | 58.       | kiesett  | kiesett  |
| Daniel Gaudet                                                                            | Egyéni összetett | 114,60    | 43.       | 113,550  | 33.      |
| Brad Peters                                                                              | Talaj            | 18,60     | 60.       | kiesett  | kiesett  |
| Brad Peters                                                                              | Ugrás            | 19,45     | 40.       | kiesett  | kiesett  |
| Brad Peters                                                                              | Korlát           | 19,20     | 27.       | kiesett  | kiesett  |
| Brad Peters                                                                              | Nyújtó           | 19,15     | 51.       | kiesett  | kiesett  |
| Brad Peters                                                                              | Gyűrű            | 19,30     | 33.       | kiesett  | kiesett  |
| Brad Peters                                                                              | Lólengés         | 19,45     | 12.       | kiesett  | kiesett  |
| Brad Peters                                                                              | Egyéni összetett | 115,15    | 37.       | kiesett  | kiesett  |
| Frank Nutzenberger                                                                       | Talaj            | 18,90     | 49.       | kiesett  | kiesett  |
| Frank Nutzenberger                                                                       | Ugrás            | 19,30     | 56.       | kiesett  | kiesett  |
| Frank Nutzenberger                                                                       | Korlát           | 18,85     | 46.       | kiesett  | kiesett  |
| Frank Nutzenberger                                                                       | Nyújtó           | 19,50     | 25.       | kiesett  | kiesett  |
| Frank Nutzenberger                                                                       | Gyűrű            | 19,20     | 42.       | kiesett  | kiesett  |
| Frank Nutzenberger                                                                       | Lólengés         | 18,55     | 58.       | kiesett  | kiesett  |
| Frank Nutzenberger                                                                       | Egyéni összetett | 114,30    | 49.       | kiesett  | kiesett  |
| Allan Reddon                                                                             | Talaj            | 19,30     | 25.       | kiesett  | kiesett  |
| Allan Reddon                                                                             | Ugrás            | 19,60     | 16.       | kiesett  | kiesett  |
| Allan Reddon                                                                             | Korlát           | 19,00     | 37.       | kiesett  | kiesett  |
| Allan Reddon                                                                             | Nyújtó           | 19,25     | 45.       | kiesett  | kiesett  |
| Allan Reddon                                                                             | Gyűrű            | 19,10     | 46.       | kiesett  | kiesett  |
| Allan Reddon                                                                             | Lólengés         | 17,80     | 66.       | kiesett  | kiesett  |
| Allan Reddon                                                                             | Egyéni összetett | 114,05    | 51.       | kiesett  | kiesett  |
| Philippe Chartrand Brad Peters Warren Long Daniel Gaudet Frank Nutzenberger Allan Reddon | Csapat összetett |           |           | 577,15   | 7.       |

Női
| Versenyző                                                                       | Versenyszám      | Selejtező | Selejtező | Döntő    | Döntő    |
| Versenyző                                                                       | Versenyszám      | Pontszám  | Helyezés  | Pontszám | Helyezés |
| ------------------------------------------------------------------------------- | ---------------- | --------- | --------- | -------- | -------- |
| Bonnie Wittmeier                                                                | Talaj            | 18,80     | 40.       | kiesett  | kiesett  |
| Bonnie Wittmeier                                                                | Ugrás            | 19,15     | 28.       | kiesett  | kiesett  |
| Bonnie Wittmeier                                                                | Felemás korlát   | 18,85     | 21.       | kiesett  | kiesett  |
| Bonnie Wittmeier                                                                | Gerenda          | 19,05     | 17.       | kiesett  | kiesett  |
| Bonnie Wittmeier                                                                | Egyéni összetett | 75,85     | 23.       | 76,375   | 13.      |
| Andrea Thomas                                                                   | Talaj            | 19,20     | 19.       | kiesett  | kiesett  |
| Andrea Thomas                                                                   | Ugrás            | 19,25     | 21.       | kiesett  | kiesett  |
| Andrea Thomas                                                                   | Felemás korlát   | 18,70     | 27.       | kiesett  | kiesett  |
| Andrea Thomas                                                                   | Gerenda          | 18,70     | 28.       | kiesett  | kiesett  |
| Andrea Thomas                                                                   | Egyéni összetett | 75,85     | 23.       | 76,225   | 14.      |
| Anita Botnen                                                                    | Talaj            | 19,15     | 23.       | kiesett  | kiesett  |
| Anita Botnen                                                                    | Ugrás            | 18,65     | 56.       | kiesett  | kiesett  |
| Anita Botnen                                                                    | Felemás korlát   | 18,80     | 23.       | kiesett  | kiesett  |
| Anita Botnen                                                                    | Gerenda          | 18,95     | 19.       | kiesett  | kiesett  |
| Anita Botnen                                                                    | Egyéni összetett | 75,55     | 27.       | 76,025   | 17.      |
| Gigi Zosa                                                                       | Talaj            | 19,05     | 30.       | kiesett  | kiesett  |
| Gigi Zosa                                                                       | Ugrás            | 19,15     | 28.       | kiesett  | kiesett  |
| Gigi Zosa                                                                       | Felemás korlát   | 18,45     | 36.       | kiesett  | kiesett  |
| Gigi Zosa                                                                       | Gerenda          | 18,75     | 26.       | kiesett  | kiesett  |
| Gigi Zosa                                                                       | Egyéni összetett | 75,40     | 28.       | kiesett  | kiesett  |
| Jessica Tudos                                                                   | Talaj            | 18,90     | 37.       | kiesett  | kiesett  |
| Jessica Tudos                                                                   | Ugrás            | 19,00     | 36.       | kiesett  | kiesett  |
| Jessica Tudos                                                                   | Felemás korlát   | 18,30     | 42.       | kiesett  | kiesett  |
| Jessica Tudos                                                                   | Gerenda          | 18,55     | 33.       | kiesett  | kiesett  |
| Jessica Tudos                                                                   | Egyéni összetett | 74,75     | 36.       | kiesett  | kiesett  |
| Kelly Brown                                                                     | Talaj            | 18,15     | 62.       | kiesett  | kiesett  |
| Kelly Brown                                                                     | Ugrás            | 19,40     | 16.       | 19,425   | 6.       |
| Kelly Brown                                                                     | Felemás korlát   | 18,15     | 44.       | kiesett  | kiesett  |
| Kelly Brown                                                                     | Gerenda          | 17,80     | 56.       | kiesett  | kiesett  |
| Kelly Brown                                                                     | Egyéni összetett | 73,50     | 50.       | kiesett  | kiesett  |
| Bonnie Wittmeier Andrea Thomas Anita Botnen Gigi Zosa Jessica Tudos Kelly Brown | Csapat összetett |           |           | 378,90   | 5.       |

### Ritmikus gimnasztika
| Versenyző        | Versenyszám | Selejtező | Selejtező | Döntő  | Döntő    |
| Versenyző        | Versenyszám | Pont      | Hely.     | Pont   | Helyezés |
| ---------------- | ----------- | --------- | --------- | ------ | -------- |
| Lori Fung        | Egyéni      | 37,80     | 3.        | 57,950 |          |
| Adrianne Dunnett | Egyéni      | 36,20     | 17.       | 54,700 | 17.      |

## Úszás
Férfi
| Versenyző                                                        | Versenyszám            | Előfutam | Előfutam | Előfutam | Döntő   | Döntő    | Döntő   | Helyezés |
| Versenyző                                                        | Versenyszám            | Idő      | Hely.    | Össz.    | Típus   | Idő      | Hely.   | Helyezés |
| ---------------------------------------------------------------- | ---------------------- | -------- | -------- | -------- | ------- | -------- | ------- | -------- |
| Blair Hicken                                                     | 100 m gyors            | 52,74    | 2.       | 29.      | kiesett | kiesett  | kiesett | kiesett  |
| Dave Churchill                                                   | 100 m gyors            | 51,85    | 3.       | 22.      | kiesett | kiesett  | kiesett | kiesett  |
| Dave Churchill                                                   | 100 m pillangó         | 55,84    | 4.       | 19.      | kiesett | kiesett  | kiesett | kiesett  |
| Tom Ponting                                                      | 100 m pillangó         | 55,23    | 2.       | 9.       | B       | 55,31    | 1.      | 9.       |
| Tom Ponting                                                      | 200 m pillangó         | 1:59,78  | 2.       | 6.       | A       | 1:59,37  | 6.      | 6.       |
| Peter Ward                                                       | 200 m pillangó         | 1:59,99  | 3.       | 7.       | A       | 2:00,39  | 7.      | 7.       |
| Bernard Volz                                                     | 1500 m gyors           | 15:31,38 | 3.       | 13.      | kiesett | kiesett  | kiesett | kiesett  |
| Dave Shemilt                                                     | 1500 m gyors           | 15:24,78 | 3.       | 6.       | A       | 15:31,28 | 7.      | 7.       |
| Dave Shemilt                                                     | 400 m gyors            | 3:58,43  | 4.       | 19.      | kiesett | kiesett  | kiesett | kiesett  |
| Peter Szmidt                                                     | 400 m gyors            | 3:55,65  | 2.       | 10.      | B       | 3:56,99  | 3.      | 11.      |
| Peter Szmidt                                                     | 200 m gyors            | 1:52,48  | 2.       | 16.      | B       | 1:52,56  | 6.      | 14.      |
| Alex Baumann                                                     | 200 m gyors            | 1:51,76  | 3.       | 10.*     | kiesett | kiesett  | kiesett | kiesett  |
| Alex Baumann                                                     | 400 m vegyes           | 4:22,46  | 1.       | 1.       | A       | 4:17,41  | 1.      |          |
| Alex Baumann                                                     | 200 m vegyes           | 2:03,60  | 1.       | 1.       | A       | 2:01,42  | 1.      |          |
| Rob Chernoff                                                     | 200 m vegyes           | 2:08,47  | 3.       | 21.      | kiesett | kiesett  | kiesett | kiesett  |
| Sandy Goss                                                       | 100 m hát              | 57,60    | 1.       | 6.       | A       | 57,46    | 7.      | 7.       |
| Mike West                                                        | 100 m hát              | 57,76    | 2.       | 8.       | A       | 56,49    | 3.      |          |
| Mike West                                                        | 200 m hát              | 2:04,93  | 2.       | 11.      | B       | 2:04,73  | 2.      | 10.      |
| Cam Henning                                                      | 200 m hát              | 2:03,36  | 1.       | 4.       | A       | 2:02,37  | 3.      |          |
| Marco Veilleux                                                   | 100 m mell             | 1:05,34  | 3.       | 19.      | kiesett | kiesett  | kiesett | kiesett  |
| Victor Davis                                                     | 100 m mell             | 1:03,63  | 1.       | 6.       | A       | 1:01,99  | 2.      |          |
| Victor Davis                                                     | 200 m mell             | 2:18,20  | 1.       | 2.       | A       | 2:13,34  | 1.      |          |
| Ken Fitzpatrick                                                  | 200 m mell             | 2:19,74  | 1.       | 6.       | A       | 2:18,86  | 5.      | 5.       |
| Peter Dobson                                                     | 400 m vegyes           | 4:29,61  | 3.       | 12.      | B       | 4:30,09  | 6.      | 14.      |
| Dave Churchill Blair Hicken Alex Baumann Sandy Goss Levente Mady | 4 × 100 m gyorsváltó   | 3:25,94  | 5.       | 8.       | A       | 3:24,70  | 7.      | 7.       |
| Sandy Goss Wayne Kelly Peter Szmidt Alex Baumann Benoit Clément  | 4 × 200 m gyorsváltó   | 7:28,31  | 3.       | 6.       | A       | 7:26,51  | 5.      | 5.       |
| Mike West Victor Davis Tom Ponting Sandy Goss                    | 4 × 100 m vegyes váltó | 3:46,12  | 1.       | 3.       | A       | 3:43,23  | 2.      |          |

Női
| Versenyző                                                  | Versenyszám            | Előfutam | Előfutam | Előfutam | Döntő   | Döntő   | Döntő   | Helyezés |
| Versenyző                                                  | Versenyszám            | Idő      | Hely.    | Össz.    | Típus   | Idő     | Hely.   | Helyezés |
| ---------------------------------------------------------- | ---------------------- | -------- | -------- | -------- | ------- | ------- | ------- | -------- |
| Pam Rai                                                    | 100 m gyors            | 57,41    | 3.       | 30.      | B       | 57,56   | 4.      | 12.      |
| Jane Kerr                                                  | 100 m gyors            | 58,46    | 3.       | 36.      | B       | 57,85   | 6.      | 14.      |
| Jane Kerr                                                  | 200 m gyors            | 2:04,02  | 3.       | 13.      | B       | 2:04,19 | 6.      | 14.      |
| Julie Daigneault                                           | 200 m gyors            | 2:03,40  | 3.       | 9.       | B       | 2:03,67 | 3.      | 11.      |
| Julie Daigneault                                           | 400 m gyors            | 4:16,60  | 2.       | 6.       | A       | 4:16,41 | 8.      | 8.       |
| Donna McGinnis                                             | 400 m gyors            | 4:19,48  | 4.       | 13.      | B       | 4:15,59 | 2.      | 10.      |
| Donna McGinnis                                             | 400 m vegyes           | 4:53,30  | 2.       | 6.       | A       | 4:50,65 | 6.      | 6.       |
| Donna McGinnis                                             | 800 m gyors            | 8:51,71  | 4.       | 10.      | kiesett | kiesett | kiesett | kiesett  |
| Karen Ward                                                 | 800 m gyors            | 8:45,37  | 2.       | 6.       | A       | 8:48,12 | 8.      | 8.       |
| Alison Dozzo                                               | 200 m vegyes           | 2:20,85  | 2.       | 10.      | B       | 2:19,70 | 3.      | 11.      |
| Michelle MacPherson                                        | 200 m vegyes           | 2:20,68  | 2.       | 9.       | B       | 2:19,34 | 2.      | 10.      |
| Michelle MacPherson                                        | 100 m pillangó         | 1:01,57  | 1.       | 4.       | A       | 1:01,58 | 5.      | 5.       |
| Michelle MacPherson                                        | 100 m hát              | 1:06,04  | 6.       | 19.      | kiesett | kiesett | kiesett | kiesett  |
| Reema Abdo                                                 | 100 m hát              | 1:04,92  | 3.       | 12.      | B       | 1:05,13 | 6.      | 14.      |
| Reema Abdo                                                 | 200 m hát              | 2:19,05  | 5.       | 13.      | B       | 2:18,50 | 4.      | 12.      |
| Melinda Copp                                               | 200 m hát              | 2:21,39  | 6.       | 19.      | kiesett | kiesett | kiesett | kiesett  |
| Lisa Borsholt                                              | 100 m mell             | 1:12,24  | 3.       | 12.      | B       | 1:12,41 | 5.      | 13.      |
| Anne Ottenbrite                                            | 100 m mell             | 1:11,81  | 3.       | 6.       | A       | 1:10,69 | 2.      |          |
| Anne Ottenbrite                                            | 200 m mell             | 2:33,43  | 2.       | 3.       | A       | 2:30,38 | 1.      |          |
| Mary Lubawski                                              | 200 m mell             | 2:36,65  | 4.       | 12.      | B       | 2:36,55 | 4.      | 12.      |
| Jill Horstead                                              | 200 m pillangó         | 2:14,88  | 4.       | 12.      | B       | 2:13,49 | 1.      | 9.       |
| Marie Moore                                                | 200 m pillangó         | 2:14,95  | 4.       | 13.      | B       | 2:14,96 | 3.      | 11.      |
| Marie Moore                                                | 100 m pillangó         | 1:03,84  | 4.       | 17.*     | kiesett | kiesett | kiesett | kiesett  |
| Nathalie Gingras                                           | 400 m vegyes           | 4:51,77  | 2.       | 3.       | A       | 4:50,55 | 5.      | 5.       |
| Pam Rai Carol Klimpel Cheryl McArton Jane Kerr Maureen New | 4 × 100 m vegyes váltó | 4:15,70  | 1.       | 3.       | A       | 4:12,98 | 3.      |          |
| Reema Abdo Anne Ottenbrite Michelle MacPherson Pam Rai     | 4 × 100 m vegyes váltó | 4:15,70  | 1.       | 3.       | A       | 4:12,98 | 3.      |          |

* - egy másik versenyzővel azonos eredményt ért el

## Vitorlázás
Férfi
| Versenyző      | Versenyszám     | Futam | Futam   | Futam | Futam | Futam | Futam | Futam | Pontszám | Helyezés |
| Versenyző      | Versenyszám     | 1     | 2       | 3     | 4     | 5     | 6     | 7     | Pontszám | Helyezés |
| -------------- | --------------- | ----- | ------- | ----- | ----- | ----- | ----- | ----- | -------- | -------- |
| Eric Graveline | Szörfvitorlázás | 18,0  | (33,0*) | 23,4  | 23,0  | 26,0  | 27,0  | 23,0  | 140,4    | 19.      |

* - bírók által adott pontszám
Nyílt
| Versenyző                        | Versenyszám     | Futam | Futam | Futam  | Futam  | Futam  | Futam  | Futam | Pontszám | Helyezés |
| Versenyző                        | Versenyszám     | 1     | 2     | 3      | 4      | 5      | 6      | 7     | Pontszám | Helyezés |
| -------------------------------- | --------------- | ----- | ----- | ------ | ------ | ------ | ------ | ----- | -------- | -------- |
| Terry Neilson                    | Finn dingi      | 3,0   | 3,0   | 10,0   | (20,0) | 10,0   | 0,0    | 11,7  | 37,7     |          |
| Frank McLaughlin Martin Tenhove  | 470-es osztály  | 15,0  | 16,0  | (25,0) | 23,0   | 21,0   | 8,0    | 19,0  | 102,0    | 15.      |
| Lawrence Lemieux Witold Gesing   | Csillaghajó     | 13,0  | 10,0  | 20,0   | 14,0   | 19,0   | (26,0) | 16,0  | 92,0     | 13.      |
| Brian Sweeney Dave Sweeney       | Tornádó         | 13,0  | 18,0  | 14,0   | 13,0   | 14,0   | (27,0) | 11,7  | 83,7     | 9.       |
| Hans Fogh John Kerr Steve Calder | Soling          | 8,0   | 11,7  | 0,0    | (14,0) | 10,0   | 10,0   | 10,0  | 49,7     |          |
| Evert Bastet Terry McLaughlin    | Repülő hollandi | 5,7   | 3,0   | 0,0    | 0,0    | (14,0) | 0,0    | 14,0  | 22,7     |          |

## Vívás
Férfi
| Versenyző                                                                         | Versenyszám       | Selejtező | Selejtező | Selejtező | Selejtező | Selejtező | Selejtező | Főtábla                   | Főtábla                      | Vigaszág          | Vigaszág                    | Negyeddöntő           | Elődöntő          | Döntő                                   | Helyezés |
| Versenyző                                                                         | Versenyszám       | 1. kör | 1. kör    | 2. kör | 2. kör    | 3. kör | 3. kör    | 1. kör                    | 2. kör                       | 1. kör            | 2. kör                      | Negyeddöntő           | Elődöntő          | Döntő                                   | Helyezés |
| Versenyző                                                                         | Versenyszám       | Ellenfél Eredmény | Hely.     | Ellenfél Eredmény | Hely.     | Ellenfél Eredmény | Hely.     | Ellenfél Eredmény         | Ellenfél Eredmény            | Ellenfél Eredmény | Ellenfél Eredmény           | Ellenfél Eredmény     | Ellenfél Eredmény | Ellenfél Eredmény                       | Helyezés |
| --------------------------------------------------------------------------------- | ----------------- | --- | --------- | --- | --------- | --- | --------- | ------------------------- | ---------------------------- | ----------------- | --------------------------- | --------------------- | ----------------- | --------------------------------------- | -------- |
| Michel Dessureault                                                                | Párbajtőr, egyéni | 4. csoport · Mohamed Al-Thuwani (KUW) · 4–5 · Marcelo Magnasco (ARG) · 5–4 · Alexander Pusch (FRG) · 5–3 · Björne Väggö (SWE) · 2–5                                               | 3.        | 2. csoport · John Llewellyn (GBR) · 4–5 · Mohamed Al-Thuwani (KUW) · 5–0 · Gabriel Nigon (SUI) · 5–0 · Lee Shelley (USA) · 5–2 · Elmar Borrmann (FRG) · 5–2                  | 1.        | 3. csoport · Ihab Aly (EGY) · 5–1 · Jerri Bergström (SWE) · 5–4 · Olivier Lenglet (FRA) · 5–4 · Alexander Pusch (FRG) · 5–4 · Michel Poffet (SUI) · 0–5           | 2.        | Martin Brill (NZL) · 10–4 | Stefano Bellone (ITA) · 6–10 |                   | Volker Fischer (FRG) · 9–10 | kiesett               | kiesett           | kiesett                                 | 10.      |
| Daniel Perreault                                                                  | Párbajtőr, egyéni | 9. csoport · Lam Tak Chuen (HKG) · 5–0 · Caj Hszing-hsziang (Tsai Shing-Hsiang) (TPE) · 5–2 · Stéphane Ganeff (BEL) · 5–5 · Steven Paul (GBR) · 4–5                               | 2.        | 5. csoport · Csao Cse-csung (Zhao Zhizhong) (CHN) · 3–5 · Abdel Monem Salem (EGY) · 5–3 · Stéphane Ganeff (BEL) · 5–1 · Sandro Cuomo (ITA) · 5–2 · Michel Poffet (SUI) · 4–5 | 3.        | 1. csoport · Stephen Trevor (USA) · 5–3 · Bård Vonen (NOR) · 4–5 · Elmar Borrmann (FRG) · 3–5 · Philippe Riboud (FRA) · 2–5 · Sandro Cuomo (ITA) · 3–5            | 6.        | kiesett                   | kiesett                      | kiesett           | kiesett                     | kiesett               | kiesett           | kiesett                                 | 19.      |
| Jean-Marc Chouinard                                                               | Párbajtőr, egyéni | 7. csoport · Jamil Mohamed Bubashit (KSA) · 4–5 · José Rafael Magallanes (VEN) · 5–2 · Arno Strohmeyer (AUT) · 5–4 · Cuj Ji-ning (Cui Yining) (CHN) · 0–5                         | 3.        | 1. csoport · Gilberto Peña (PUR) · 5–2 · Ali Murat Dizioğlu (TUR) · 5–4 · Angelo Mazzoni (ITA) · 3–5 · Stephen Trevor (USA) · 2–5 · Volker Fischer (FRG) · 4–5               | 4.        | kiesett | kiesett   | kiesett                   | kiesett                      | kiesett           | kiesett                     | kiesett               | kiesett           | kiesett                                 | 31.      |
| Jean-Paul Banos                                                                   | Kard, egyéni      | 5. csoport · x Csen Csin-csu (Chen Jinchu) (CHN) · 5–4 · Richard Cohen (GBR) · 5–3 · Zisis Babanasis (GRE) · 2–5 · Marco Marin (ITA) · 1–5                                        | 3.        | 6. csoport · Atilio Tass (ARG) · 5–3 · Csen Csin-csu (Chen Jinchu) (CHN) · 0–5 · Ioan Pop (ROU) · 3–5 · Hervé Granger-Veyron (FRA) · 4–5                                     | 4.        | 2. csoport · Jörg Stratmann (FRG) · 4–5 · Giovanni Scalzo (ITA) · 5–3 · Zisis Babanasis (GRE) · 2–5 · Cornel Marin (ROU) · 3–5 · Jean-François Lamour (FRA) · 4–5 | 5.        | kiesett                   | kiesett                      | kiesett           | kiesett                     | kiesett               | kiesett           | kiesett                                 | 19.      |
| Jean-Marie Banos                                                                  | Kard, egyéni      | 4. csoport · José María Casanova (ARG) · 5–1 · Antonio García (ESP) · 5–4 · Marin Mustaţă (ROU) · 5–4 · Liu Kuo-csen (Liu Guozhen) (CHN) · 3–5 · Hervé Granger-Veyron (FRA) · 4–5 | 4.        | 2. csoport · Steve Mormando (USA) · 3–5 · Richard Cohen (GBR) · 1–5 · Jürgen Nolte (FRG) · 4–5 · Jean-François Lamour (FRA) · 1–5                                            | 5.        | kiesett | kiesett   | kiesett                   | kiesett                      | kiesett           | kiesett                     | kiesett               | kiesett           | kiesett                                 | 27.      |
| Claude Marcil                                                                     | Kard, egyéni      | 1. csoport · Freddy Scholz (FRG) · 5–3 · Hans Brandstätter (AUT) · 0–5 · Cornel Marin (ROU) · 2–5 · Gianfranco Dalla Barba (ITA) · 2–5                                            | 5.        | 3. csoport · Mike Lofton (USA) · 3–5 · Cornel Marin (ROU) · 1–5 · Hans Brandstätter (AUT) · 2–5 · Marco Marin (ITA) · 3–5                                                    | 5.        | kiesett | kiesett   | kiesett                   | kiesett                      | kiesett           | kiesett                     | kiesett               | kiesett           | kiesett                                 | 27.      |
| Jacques Cardyn Jean-Marc Chouinard Alain Côté Michel Dessureault Daniel Perreault | Párbajtőr, csapat | 3. csoport · Olaszország (ITA) · 5–9 · Egyiptom (EGY) · 8–0 · Argentína (ARG) · 8–3                                                                                               | 2.        | |           | |           |                           |                              |                   |                             | Dél-Korea (KOR) · 8–5 | NSZK (FRG) · 1–9  | Bronzmérkőzés · Olaszország (ITA) · 2–8 | 4.       |
| Jean-Marie Banos Jean-Paul Banos Marc Lavoie Claude Marcil Eli Sukunda            | Kard, csapat      | 1. csoport · Franciaország (FRA) · 5–9 · NSZK (FRG) · 6–9 · Egyesült Államok (USA) · 1–9                                                                                          | 4.        | |           | |           |                           |                              |                   |                             | kiesett               | kiesett           | kiesett                                 | 7.       |

Női
| Versenyző                                                                                   | Versenyszám | Selejtező | Selejtező | Selejtező | Selejtező | Selejtező | Selejtező | Főtábla           | Főtábla           | Vigaszág          | Vigaszág          | Negyeddöntő       | Elődöntő          | Döntő             | Helyezés |
| Versenyző                                                                                   | Versenyszám | 1. kör | 1. kör    | 2. kör | 2. kör    | 3. kör | 3. kör    | 1. kör            | 2. kör            | 1. kör            | 2. kör            | Negyeddöntő       | Elődöntő          | Döntő             | Helyezés |
| Versenyző                                                                                   | Versenyszám | Ellenfél Eredmény | Hely.     | Ellenfél Eredmény | Hely.     | Ellenfél Eredmény | Hely.     | Ellenfél Eredmény | Ellenfél Eredmény | Ellenfél Eredmény | Ellenfél Eredmény | Ellenfél Eredmény | Ellenfél Eredmény | Ellenfél Eredmény | Helyezés |
| ------------------------------------------------------------------------------------------- | ----------- | --- | --------- | --- | --------- | --- | --------- | ----------------- | ----------------- | ----------------- | ----------------- | ----------------- | ----------------- | ----------------- | -------- |
| Madeleine Philion                                                                           | Tőr, egyéni | 1. csoport · Kerstin Palm (SWE) · 3–5 · Alayna Snell (ISV) · 5–2 · Lourdes Lozano (MEX) · 5–3 · Debra Waples (USA) · 5–2 · Dorina Vaccaroni (ITA) · 5–4 · Sabine Bischoff (FRG) · 0–5                                    | 3.        | 5. csoport · Mieko Miyahara (JPN) · 5–2 · Liz Thurley (GBR) · 0–5 · Li Hua-hua (Li Huahua) (CHN) · 3–5 · Cornelia Hanisch (FRG) · 1–5          | 4.        | 1. csoport · O Szungszun (O Seung-Sun) (KOR) · 3–5 · Brigitte Latrille-Gaudin (FRA) · 2–5 · Sabine Bischoff (FRG) · 1–5 · Luan Csü-csie (Luan Jujie) (CHN) · 1–5 · Carola Cicconetti (ITA) · 1–5 | 6.        | kiesett           | kiesett           | kiesett           | kiesett           | kiesett           | kiesett           | kiesett           | 24.      |
| Jacynthe Poirier                                                                            | Tőr, egyéni | 4. csoport · Csu Csing-jüan (Zhu Qingyuan) (CHN) · 4–5 · Cshö Bongnan (Choi Bok-Ran) (KOR) · 5–0 · Gina Faustin (HAI) · 5–0 · Helen Smith (AUS) · 5–3 · Marcela Moldovan-Zsak (ROU) · 2–5 · Cornelia Hanisch (FRG) · 3–5 | 3.        | 6. csoport · Christiane Weber (FRG) · 5–4 · Vincent Bradford (USA) · 1–5 · Linda Ann Martin (GBR) · 3–5 · Brigitte Latrille-Gaudin (FRA) · 4–5 | 5.        | kiesett | kiesett   | kiesett           | kiesett           | kiesett           | kiesett           | kiesett           | kiesett           | kiesett           | 25.      |
| Caroline Mitchell                                                                           | Tőr, egyéni | 5. csoport · Barbra Higgins (PAN) · 5–3 · Azusa Oikawa (JPN) · 1–5 · Li Hua-hua (Li Huahua) (CHN) · 4–5 · Carola Cicconetti (ITA) · 2–5 · Liz Thurley (GBR) · 1–5 · Laurence Modaine-Cessac (FRA) · 2–5                  | 6.        | kiesett | kiesett   | kiesett | kiesett   | kiesett           | kiesett           | kiesett           | kiesett           | kiesett           | kiesett           | kiesett           | 36.      |
| Caroline Mitchell Shelley Steiner Madeleine Philion Jacynthe Poirier Marie-Huguette Cormier | Tőr, csapat | 2. csoport · Románia (ROU) · 0–9 · Kína (CHN) · 3–9 | 3.        | |           | |           |                   |                   |                   |                   | kiesett           | kiesett           | kiesett           | 9.       |

## Vízilabda
| Kanadai férfi vízilabdacsapat-játékoskeret                                                                      | Kanadai férfi vízilabdacsapat-játékoskeret                                              |
| --- | --------------------------------------------------------------------------------------- |
| - Rick Zayonc - Alexander Juhasz - George Gross - Sylvain Huet - John Anderson - Paul Pottier - Simon Deschamps | - Bill Meyer - René Bol - Gordon Van Tol - Geoff Brown - Dominique Dion - Brian Collyer |

### Eredmények
Csoportkör
A csoport
| Csapat            | M | Gy | D | V | G+ | G– | Gk  | P |
| ----------------- | - | -- | - | - | -- | -- | --- | - |
| Jugoszlávia (YUG) | 3 | 3  | 0 | 0 | 34 | 16 | +18 | 6 |
| Hollandia (NED)   | 3 | 2  | 0 | 1 | 25 | 26 | –1  | 4 |
| Kína (CHN)        | 3 | 1  | 0 | 2 | 21 | 27 | –6  | 2 |
| Kanada (CAN)      | 3 | 0  | 0 | 3 | 18 | 29 | –11 | 0 |

| 1984. augusztus 1. 08:30 | Kanada (CAN)         | 4–13 | Jugoszlávia (YUG) |  |
| 1984. augusztus 1. 08:30 | (1–3, 3–3, 0–2, 0–5) |      |                   |  |
| 1984. augusztus 1. 08:30 |                      |      |                   |  |

| 1984. augusztus 2. 19:30 | Hollandia (NED)      | 10–9 | Kanada (CAN) |  |
| 1984. augusztus 2. 19:30 | (3–5, 3–1, 1–2, 3–1) |      |              |  |
| 1984. augusztus 2. 19:30 |                      |      |              |  |

| 1984. augusztus 3. 13:30 | Kína (CHN)           | 6–5 | Kanada (CAN) |  |
| 1984. augusztus 3. 13:30 | (2–0, 1–2, 1–2, 2–1) |     |              |  |
| 1984. augusztus 3. 13:30 |                      |     |              |  |

7–12. helyért
| Csapat            | M | Gy | D | V | G+ | G– | Gk  | P |
| ----------------- | - | -- | - | - | -- | -- | --- | - |
| Olaszország (ITA) | 5 | 4  | 1 | 0 | 63 | 34 | +29 | 9 |
| Görögország (GRE) | 5 | 3  | 2 | 0 | 52 | 41 | +11 | 8 |
| Kína (CHN)        | 5 | 3  | 0 | 2 | 44 | 39 | +5  | 6 |
| Kanada (CAN)      | 5 | 1  | 1 | 3 | 40 | 48 | –8  | 3 |
| Japán (JPN)       | 5 | 1  | 0 | 4 | 30 | 55 | –25 | 2 |
| Brazília (BRA)    | 5 | 0  | 2 | 3 | 40 | 52 | –12 | 2 |

| 1984. augusztus 6. 13:30 | Kanada (CAN)         | 8–11 | Görögország (GRE) |  |
| 1984. augusztus 6. 13:30 | (2–3, 2–3, 1–2, 3–3) |      |                   |  |
| 1984. augusztus 6. 13:30 |                      |      |                   |  |

| 1984. augusztus 7. 19:30 | Kanada (CAN)         | 10–10 | Brazília (BRA) |  |
| 1984. augusztus 7. 19:30 | (2–1, 2–2, 4–5, 2–2) |       |                |  |
| 1984. augusztus 7. 19:30 |                      |       |                |  |

| 1984. augusztus 9. 13:30 | Japán (JPN)          | 5–8 | Kanada (CAN) |  |
| 1984. augusztus 9. 13:30 | (1–3, 1–1, 2–1, 1–3) |     |              |  |
| 1984. augusztus 9. 13:30 |                      |     |              |  |

| 1984. augusztus 10. 13:30 | Olaszország (ITA)    | 16–9 | Kanada (CAN) |  |
| 1984. augusztus 10. 13:30 | (4–0, 3–1, 3–3, 6–5) |      |              |  |
| 1984. augusztus 10. 13:30 |                      |      |              |  |

| Csapat       | Helyezés |
| ------------ | -------- |
| Kanada (CAN) | 10.      |